# 亀岡市
亀岡市（かめおかし）は、京都府の中西部に位置する市。1955年（昭和30年）、市制施行。

## 概要
旧名は亀山。亀岡市は丹波国の最南端に位置し、山城国・摂津国に接する。南丹市と船井郡京丹波町と併せて、南丹や口丹波、口丹と称することもある。
古くから丹波国の中心都市で、戦国時代末期に明智光秀が丹波亀山城と城下町を築いたことが近代亀岡の礎となる。現代では京都・大阪の衛星都市の側面を持つようになった。現在の人口規模は京都市と宇治市に次ぐ府内第3位。

## 地理

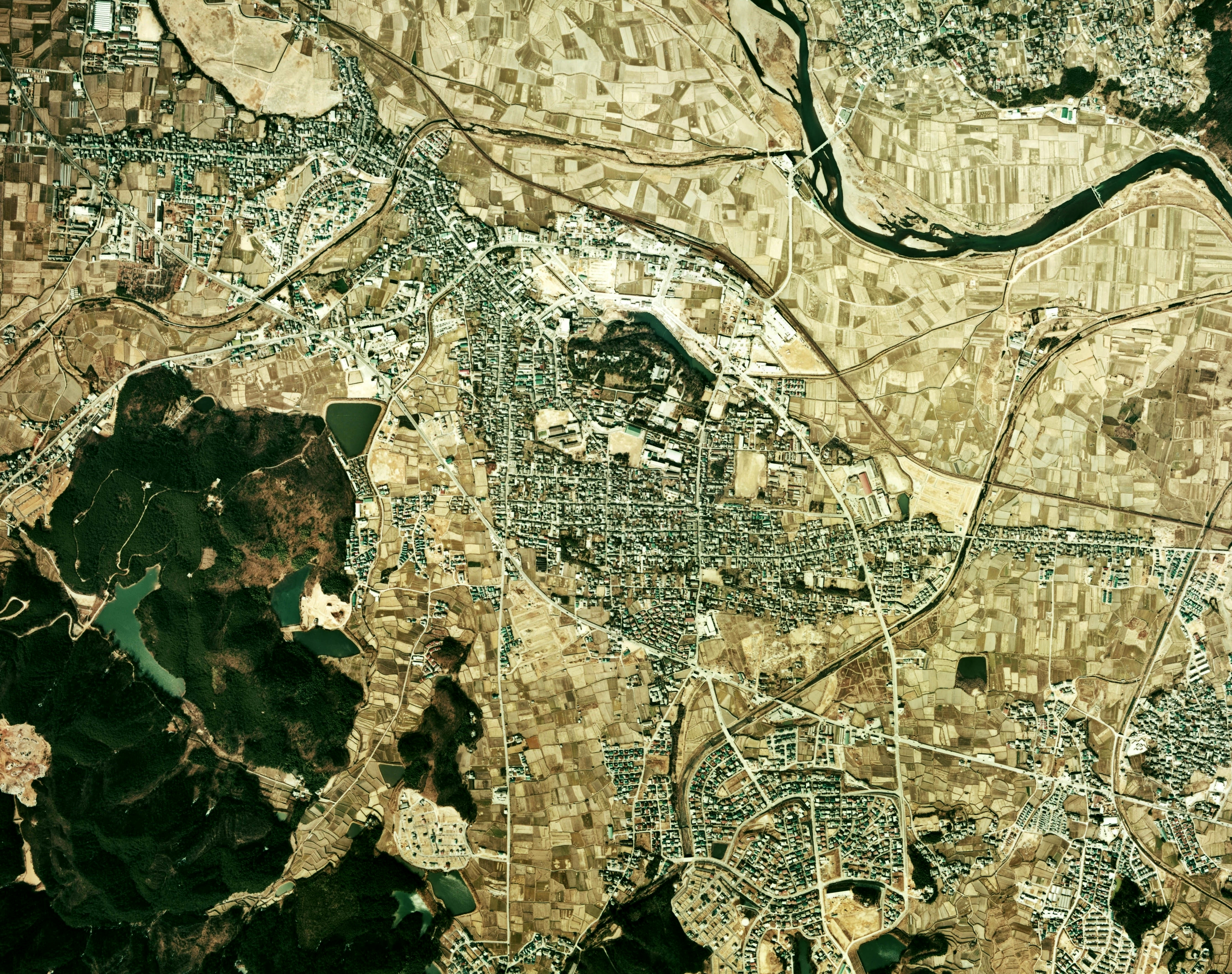
亀岡市中心部（1974年撮影）。。

直線距離で京都市の中心部まで約15km、大阪市の中心部までは約38kmあり、電車では前者までは約20分、後者までは約55分かかる。交通の便の良さから双方のベッドタウンとして機能している。 京都市への通勤通学率は21%である。京都都市圏に含まれている。

### 地形
亀岡市は、亀岡盆地及び周辺山地を中心に位置している。
亀岡盆地のほぼ中央を大堰川・保津川（桂川）が流れる。

#### 山岳
周辺山地には丹波高地等が亀岡市域に迫り出している。山間部には東別院町・本梅町・畑野町等の地区があるが桂川水系ではない。
高地
- 丹波高地

主な山
- 愛宕山
- 大枝山
- 鴻応山
- 竜ヶ尾山
- 明神ヶ岳

#### 河川
桂川を大堰川と呼ぶ名称は、渡来人である秦氏がつくった農業用の「堰」に由来する。
徒然草（第五十一段）では「大井川」となっており、大井町にある大井神社に由来する。また、保津町請田から京都市嵐山までは保津川と呼び慣わしている。
その他、流域によって大川、千歳川などの名称で呼ばれている。
馬路・千歳・河原林・旭の各町がある大堰川（保津川）左岸は総称して川東と呼ばれ、愛宕山系の扇状地であり、同山系を水源とする七谷川や三俣川は高低差が激しく、よく氾濫したという。
主な川
- 桂川（大堰川・保津川・大井川）
- 七谷川
- 三俣川

#### 湖沼
亀岡盆地は太古は大きな湖であり、風が吹くと美しい丹色の波が立ったところから、このあたりを丹のうみ・丹波と呼ぶようになったとされており、出雲神話で有名な大国主神が亀岡と嵐山の間にある渓谷を切り開いて水を流し土地を干拓して、切り開いた渓谷を妻神「三穂津姫命」の名前にちなみ保津川・保津峡と名付けたという伝説も残っており、出雲大神宮（千歳町）の祭神となっている。
湖だったことを示す地層も明らかになっている。

### 気候
気候は内陸性気候。気象台区分としては、亀岡市域を京都市・山城地域の京都府南部に含んでいる。しかし、晩秋から早春にかけて亀岡盆地名物の深い霧（「霧の都 亀岡」とも言われる所以）が発生しており、この季節に京都市内から保津峡や老ノ坂峠を経て市内へ入ると景色が一変する。霧の規模は全国的に有名で、最大、正午過ぎまで晴れないことも多い。衛星写真では亀岡市全体が霧の影響で白く写ることもある。
亀岡市街地は保津川（大堰川）より低地であるうえに、保津峡でせき止められることにより逆流を原因とする水害が多発していた。この洪水は日吉ダムの開設により一応は解決しているものの、遊水池となっていたJR嵯峨野線と保津川（大堰川）の間にはほとんど建築物がない。しかし、嵯峨野線複線化と併せて新たな都市開発の構想がある。
大都市に隣接しながらも、水田生態系が豊富に残されており、アユモドキ（国の天然記念物）やオオサンショウウオ（特別天然記念物）、ホトケドジョウが観察されている。なお、アユモドキは環境省レッドデータブックで絶滅危惧IA類、京都府レッドデータブックで絶滅寸前種に指定されており、保全活動が盛んである。
亀岡駅北口付近にサンガスタジアム by KYOCERAが2020年に開業した。それに伴い京都サンガF.C.が同年シーズンよりホームスタジアムとして使用している。

### 地域

#### ニュータウン
国道9号沿いの京都市寄り付近には、山陰本線などにより京都市へアクセスすることを想定された伊藤忠都市開発による亀岡イトーピア(つつじヶ丘)と呼ばれる区域等が開発されている。
また亀岡市郊外には建築基準無指定地域が広がっていたことから、1980年代以降大阪府との府境付近に、民間業者によるニュータウン開発が行われた。これらは、大阪方面へ通勤・通学する人のニーズに応えることを目的として、できるだけ大阪府に近い、安価かつ造成可能な場所に開発されたものである。しかし、こうして開発されたニュータウンは、市中心部から遠く離れた山間部に位置しており、周辺の道路整備が十分になされていない等の課題もある。
- 茨木台: 東別院町鎌倉見立、193世帯、529人[7]
- 北摂ローズタウン: 東別院町湯谷、49世帯、126人[7]
- 北摂バードタウン: 西別院町大堂、72世帯、201人[7]

### 人口
- 人口は京都市、宇治市に次ぐ数であり、京都府第3の都市である。
- 平成22年国勢調査より前回調査からの人口増減をみると、1.68%減の92,416人であり、増減率は府下26市町村中10位、36行政区域中18位。

| |                                        |  |
| 亀岡市と全国の年齢別人口分布（2005年） | 亀岡市の年齢・男女別人口分布（2005年） |  |
| ■紫色 ― 亀岡市 ■緑色 ― 日本全国 | ■青色 ― 男性 ■赤色 ― 女性              |  |
| 亀岡市（に相当する地域）の人口の推移 \| 1970年（昭和45年） \| 47,151人 \| \| \| 1975年（昭和50年） \| 58,184人 \| \| \| 1980年（昭和55年） \| 69,410人 \| \| \| 1985年（昭和60年） \| 76,207人 \| \| \| 1990年（平成2年） \| 85,283人 \| \| \| 1995年（平成7年） \| 92,398人 \| \| \| 2000年（平成12年） \| 94,555人 \| \| \| 2005年（平成17年） \| 93,996人 \| \| \| 2010年（平成22年） \| 92,399人 \| \| \| 2015年（平成27年） \| 89,479人 \| \| \| 2020年（令和2年） \| 86,174人 \| \| |                                        |  |
| 総務省統計局 国勢調査より |                                        |  |
| 1970年（昭和45年） | 47,151人                               |  |
| 1975年（昭和50年） | 58,184人                               |  |
| 1980年（昭和55年） | 69,410人                               |  |
| 1985年（昭和60年） | 76,207人                               |  |
| 1990年（平成2年） | 85,283人                               |  |
| 1995年（平成7年） | 92,398人                               |  |
| 2000年（平成12年） | 94,555人                               |  |
| 2005年（平成17年） | 93,996人                               |  |
| 2010年（平成22年） | 92,399人                               |  |
| 2015年（平成27年） | 89,479人                               |  |
| 2020年（令和2年） | 86,174人                               |  |

### 隣接自治体・行政区
京都府
・京都市（西京区、右京区）
・南丹市
大阪府
・高槻市
・茨木市
・豊能郡：能勢町、豊能町

## 歴史

### 古代
古代には大堰川（保津川）左岸の千歳町千歳に後期古墳で丹波最大の千歳車塚古墳が築かれており、その被葬者は『日本書紀』にみられる倭彦王とする説もある。後の時代には千歳町国分地区に国分寺が置かれている。
日本書紀には、6世紀の初め、皇位継承者の途絶えた朝廷が、天皇の血筋にあった倭彦王を迎えようとしたと記されている。
丹波の桑田郡、つまり現在の亀岡にいた倭彦王は、迎えの兵に驚いて逃げ行方不明となったため、その後、朝廷は、越前から継体天皇を迎えたとされている。
継体天皇元年に初めて神殿が建立された愛宕神社や出雲大神宮や養仙寺もあるなど歴史的に古い地域である。
諸説あるが、大堰川右岸の千代川町に丹波国府が置かれたとも言われている。
京都との国境の大枝には酒呑童子の鬼がいたと言われ、源頼光によって討伐されたという伝説がある。
薭田野町・曽我部町に薭田野神社、穴太寺、神蔵寺など由緒ある重要な寺社も多い。
7 - 8世紀ころには山陰道各国府を結ぶ山陰道が設けられ、また現在の京都市右京区の京北地域にあたる弓削郷・山国郷などの木材が桂川に乗って京都へ運ばれるようになると、亀岡周辺は保津峡直前の船待ち場として発展した。京都・山城から山陰へは当市域が入り口に当たるため、山城との境に当たる老の坂峠・王子宿には多くの宿場が立ち並んだ。また土地の私有が可能になると、小川荘や桑田荘・矢田荘および加舎荘などの荘園が開発された。

### 中世
平安時代末期
平安末期の武将で摂津源氏の源頼政の墓がつつじヶ丘地区にある。
南北朝～室町
篠町には足利尊氏の挙兵の地となった篠村八幡宮があるなど当市域は鎌倉・南北朝時代を通じて源氏の一拠点となった。
石門心学の石田梅岩、画家・円山応挙、医者・山脇東洋も亀岡市域の出身者である。
また、摂津国福原の一ノ谷に向かう途中に通過した源義経や那須与一などのほかに安倍晴明、文覚、一遍、蓮如、明智光秀、小早川秀秋、角倉了以を始めとして亀岡にゆかりのある著名人は多い。

### 近世
安土桃山時代に入って明智光秀が丹波統治のため古世地区に丹波亀山城を築き城下町を形成したことによって、亀岡は近代的な発展を遂げる。
明智滅亡後も豊臣・徳川政権下において丹波亀山城には羽柴秀勝（於次、信長四男）、豊臣秀勝（小吉、秀吉の甥）、小早川秀秋、前田玄以・岡部長盛ら信任ある人間が配置されるなど京都の西北の入り口として重要視され続けた。
亀山藩主は代々老中や寺社奉行、京都所司代、大坂城代等の要職を務めたために出費は大きなものであったようだ。このため、たびたび重税が課せられ、亀山藩支配下の村々はみな疲弊したという。
角倉了以の保津川開削以後、桂川の輸送力が強化されると、丹波と京都の中継地点として亀岡市域内の宇津根・馬路・保津・山本が栄えた。桂川水運は大正時代まで連綿と続いた。また、京街道・山陰街道および摂丹街道の分岐点が城下の追分に設けられて発展した。

### 近現代
明治時代
- 明治2年（1869年）- 伊勢亀山（現在の三重県亀山市）との混同を避けるため、亀山から亀岡へと改称される。
- 明治4年（1871年）- 廃藩置県で亀岡県となり、同年に京都府所属となる。
- 1899年（明治32年）- 京都鉄道が園部まで開通、この時に亀岡駅ができた。

大正時代
- 1919年（大正8年）11月 - 新宗教「大本」の指導者出口王仁三郎が丹波亀山城を購入、整備を開始した[10]。

昭和時代
- 1935年（昭和10年）12月 - 急成長する大本に恐怖した大日本帝国政府は、第二次大本事件で徹底的に弾圧、翌年5月に全施設を破壊・焼却し、町には1か月に渡って大量の塵や灰が降ったという[11]。
  - 坂口安吾が当時の亀岡を紀行文に残している[12]。教団の土地は城跡を含め亀岡町が格安値で購入するも、太平洋戦争の敗戦により大本へ返還した[13]。現在も宗教法人大本本部が亀山城跡に置かれている[14]。
- 1951年（昭和26年）11月14日 - 昭和天皇のお召し列車が亀岡駅停車。駅前に南桑田・北桑田郡民奉迎場を設けて、地域住民が奉迎を行った（昭和天皇の戦後巡幸）[15][16]。
- 1959年（昭和34年）8月14日 - 昭和34年台風第7号が接近。市内および北桑田郡、船井郡と合わせて死者12人、浸水家屋2万2000戸などの被害[17]。
- 1960年（昭和35年）8月28日 - 昭和35年台風第16号が接近。市内および京北町、園部町、日吉町で死者11人[17]。

### 沿革
旧西別院村 牧・寺田両地区の分離
旧西別院村には、ほぼ中心にそびえる鴻応山（こうのやま）を取り巻く形で、8地区が存在した。特に、牧、寺田、神地地区は背後に鴻応山を控え、これら3地区とその他地区との境界は、概ね大阪府と京都府の分水嶺をなしていた。江戸時代においては、牧地区は幕府領、その他は高槻藩の管轄下にあった。
牧・寺田両地区は亀岡市の中心から約15km以上も離れている一方、大阪府豊能郡東能勢村役場からは約3km程度と近距離であり、電信の管轄も、牧・寺田両地区のみ東能勢局だった。さらに、小中高等学校も東能勢村からの方が近く、地区内の場所によっては授業中の唱歌や体操の声さえ聞こえる状況だった。
南桑田郡内18町村合併構想を受け、村内地区ごとに意向を打診したところ、ほとんどの地区は亀岡市への合併参加を希望したが、牧、寺田、神地地区は大阪府への分村を希望した。郡内他町村の合併に向けた動きが活発化する中で、西別院村としての早急な態度統一が求められたため、これら3地区では合併後に分離協議することを条件に、まず一旦亀岡市への合併参加を了解した。
こうして1955年（昭和30年）、西別院村全域は亀岡市西別院町となった。しかし、条件に設けた分離協議に進展が見られなかったことから、3地区住民からの亀岡市長や自治庁への要望活動が活発化し、さらに政治結社の結成まで行われた。一方、西別院町の他地区住民は、農協の弱体化や町内学校の存廃に及ぶとして、3地区の分離運動には批判的だった。
こうした中、神地地区では住民の分離運動が萎縮化し、最終的に分離断念を決定。一方、牧・寺田両地区住民の気運は衰えず、国が設置する新市町村建設促進中央審議会による町村合併調整委員の調停に持ち込まれた。数度の委員会開催を経て、東能勢村への編入調停が成立した。大阪府、東能勢村の両自治体も受け入れを了承し、1958年（昭和33年）に府境を越えた越境合併がなされることとなった。
昭和
- 1955年（昭和30年）
  - 1月1日 - 南桑田郡のうち（篠村・樫田村を除く）1町15村（亀岡町、東別院村、西別院村、曽我部村、吉川村、薭田野村、本梅村、畑野村、宮前村、大井村、千代川村、馬路村、旭村、千歳村、河原林村、保津村）が合併、亀岡市が誕生する[19][20]。
  - 4月6日 - 市章を制定する[19][21]。
- 1956年（昭和31年）9月30日 - 船井郡東本梅村を編入[22]。
- 1958年（昭和33年）4月1日 - 西別院町の牧・寺田地区が大阪府豊能郡東能勢村（現: 豊能町）に[23]、南桑田郡樫田村は大阪府高槻市に越境合併される。
- 1959年（昭和34年）9月30日 - 南桑田郡篠村を編入[24]。

## 政治

### 行政

#### 市長
歴代市長
- 大槻嘉男（1955年 - 1971年、4期）
- 平田一義（1971年 - 1975年）
- 小島幸夫（1975年 - 1979年）
- 谷口義久（1979年1月 - 1999年1月、5期）
- 田中英夫（1999年1月 - 2003年11月8日）
- 栗山正隆（2003年11月9日 - 2015年11月8日、3期）
- 桂川孝裕（2015年11月9日 - 、現職、2期目）

#### 紋章
- 「カ」・「メ」・「か」・「め」、「KA」、保津峡の頭文字のH・「タ」を合わせて図案化したものを1955年4月8日に制定した[19][21]。

### 議会

#### 府議会
- 選挙区：亀岡市選挙区
- 定数：2名
- 任期：2019年（平成31年）4月30日 - 2023年（令和5年）4月29日

| 氏名     | 会派名                     | 当選回数 |
| -------- | -------------------------- | -------- |
| 田中英夫 | 自由民主党京都府議会議員団 | 6        |
| 中村正孝 | 自由民主党京都府議会議員団 | 2        |

※2019年5月12日現在。

#### 国会
衆議院
- 任期：2021年（令和3年）10月31日 - 2025年（令和7年）10月22日（「第49回衆議院議員総選挙」参照）

| 選挙区                                                      | 議員名   | 党派名           | 当選回数 | 備考             |
| ----------------------------------------------------------- | -------- | ---------------- | -------- | ---------------- |
| 京都府第4区（亀岡市、京都市右京区・西京区、南丹市、船井郡） | 北神圭朗 | 無所属(有志の会) | 4        | 選挙区           |
| 京都府第4区（亀岡市、京都市右京区・西京区、南丹市、船井郡） | 田中英之 | 自由民主党       | 4        | 比例近畿ブロック |

## 出先機関・施設

### 国家機関

#### 法務省
検察庁
- 亀岡区検察庁

#### 裁判所
- 亀岡簡易裁判所

### 施設

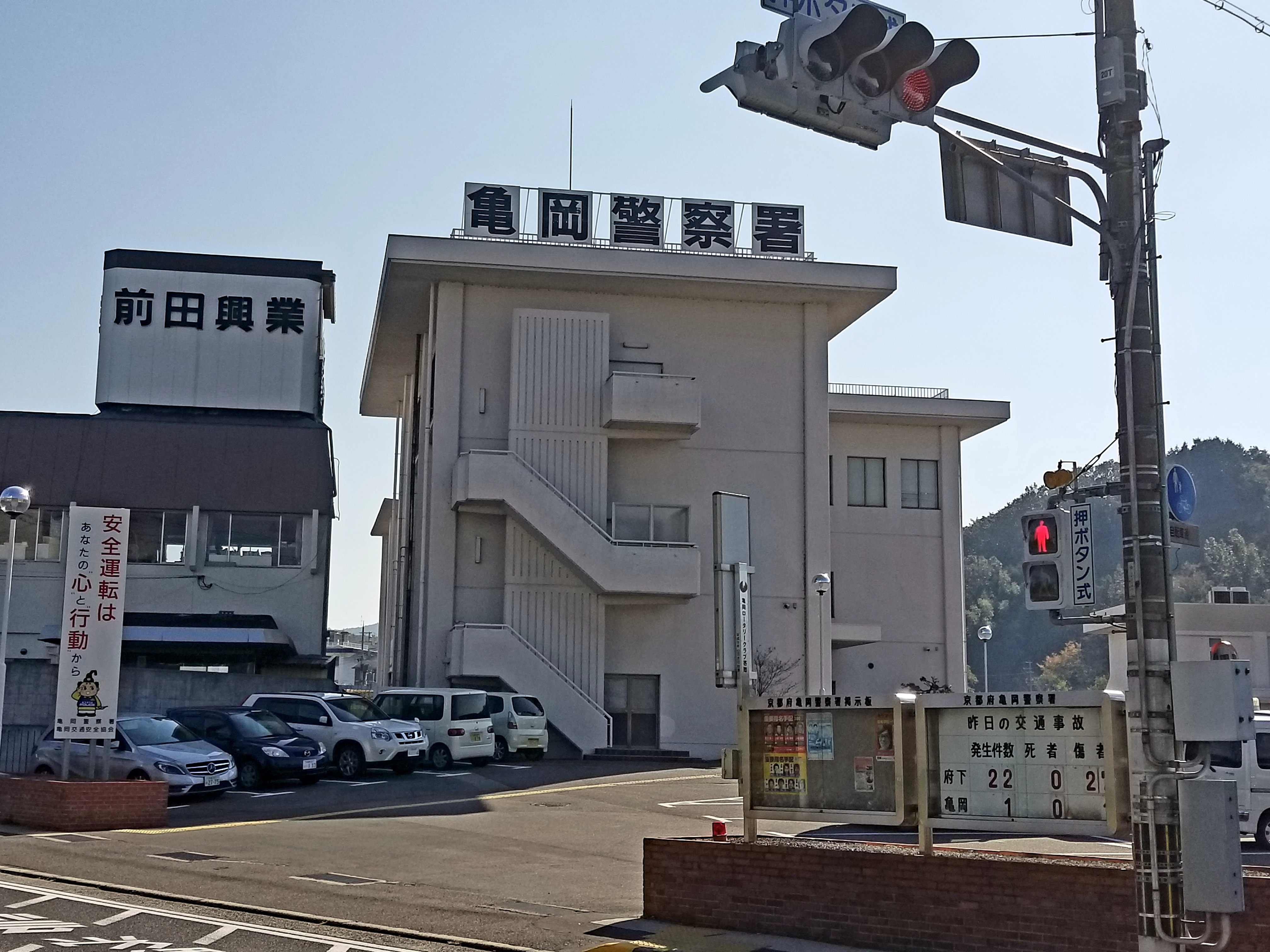
亀岡警察署

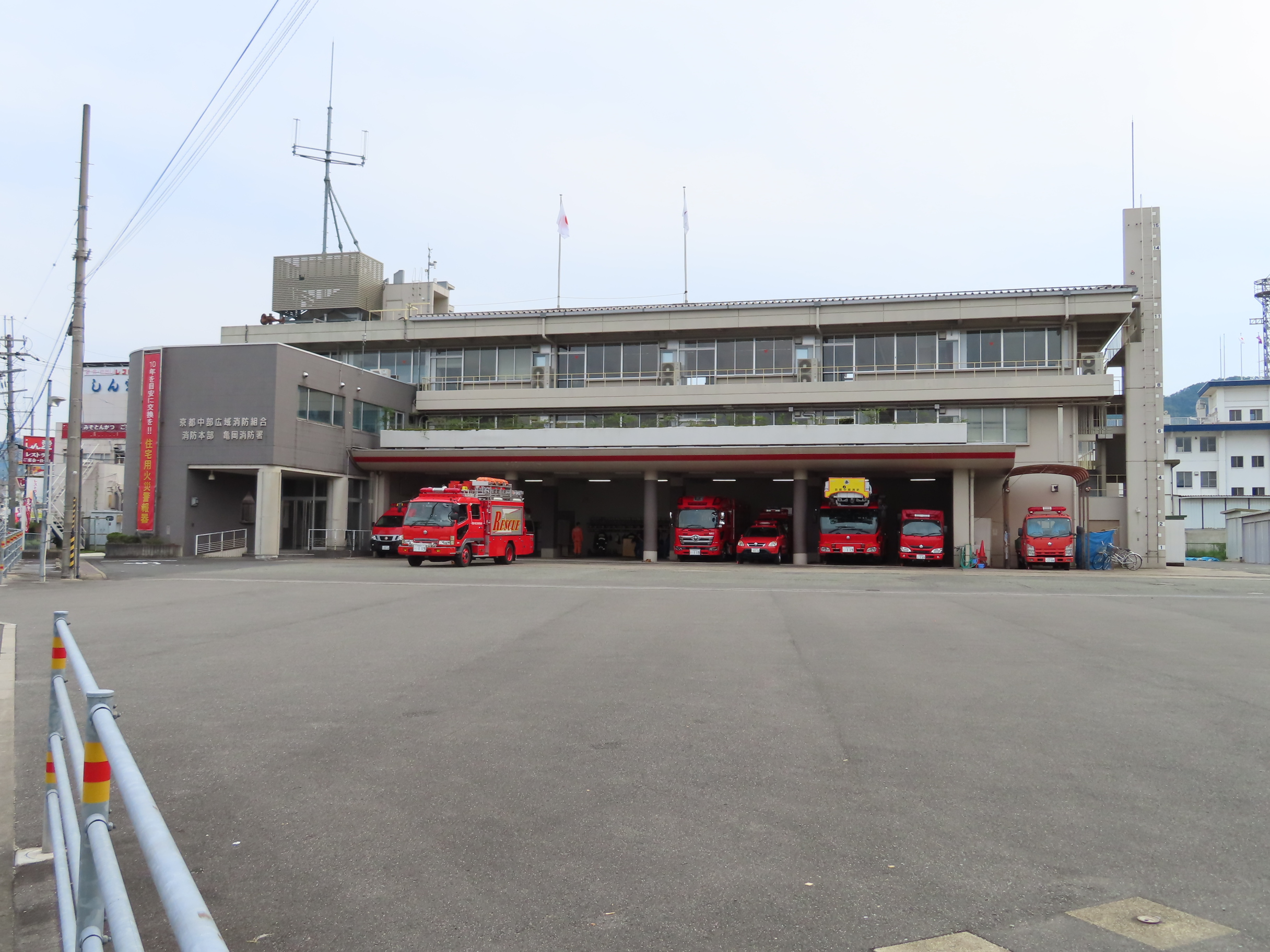
亀岡消防署

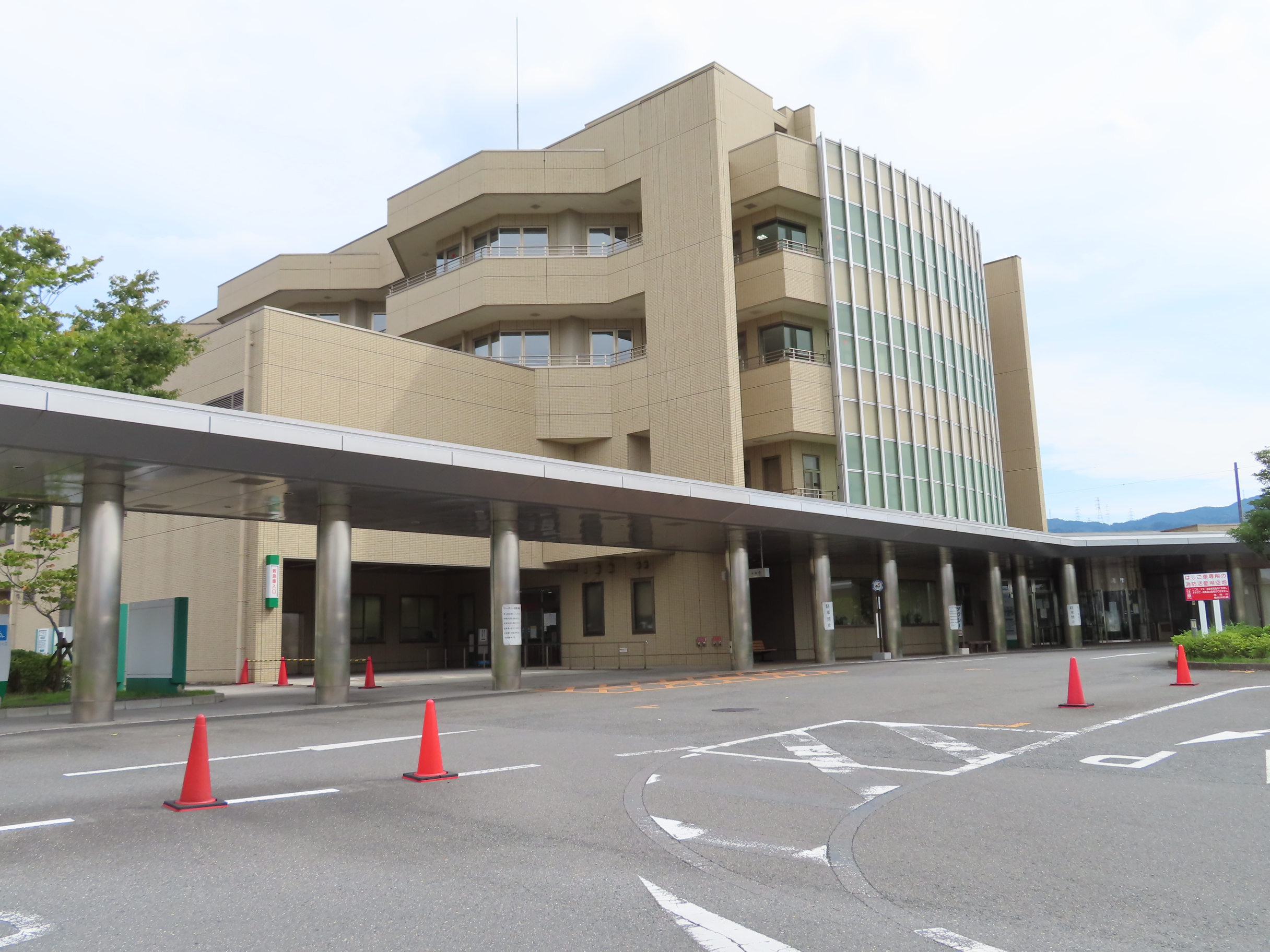
亀岡市立病院

#### 警察
警察署
- 京都府亀岡警察署

交番
- 亀岡駅前交番（亀岡市追分町谷筋）
- 篠交番（亀岡市篠町馬堀駅前）
- 並河駅前交番（亀岡市大井町土田）
- つつじケ丘交番（亀岡市篠町浄法寺）
- 千代川交番（亀岡市千代川町千原）
- 曽我部交番（亀岡市曽我部町南条）

駐在所
- 東別院駐在所（亀岡市東別院町東掛）
- 西別院駐在所（亀岡市西別院町柚原佃）
- 薭田野駐在所（亀岡市薭田野町佐伯垣内）
- 本梅駐在所（亀岡市本梅町西加舎）
- 宮前駐在所（亀岡市宮前町宮川）
- 馬路駐在所（亀岡市馬路町住吉）
- 千歳駐在所（亀岡市千歳町千歳）
- 保津駐在所（亀岡市保津町宮ノ上）

#### 消防
本部
- 京都中部広域消防組合

消防署
- 亀岡消防署

分署
- 東分署

#### 医療
亀岡市内には亀岡市立病院を含めて総合病院が4つあり、他に亀岡市が南丹市八木町にある京都中部総合医療センターを運営する一部事務組合に参加している。
しかし、1970年代から90年代にかけての人口急増に十分に対応できたものではなく、歯科医を除く医師は市民908人に1人（2002年）、病院病床数は市民153人に1床（2003年）であり、京都市などの医療機関の診療を受ける市民も多い。
主な病院
- 亀岡病院
- 亀岡市立病院

#### 郵便局
主な郵便局
- 亀岡郵便局
- 本梅郵便局

郵便番号
全域が上3桁「621」で、亀岡郵便局の管轄である。2007年に、亀岡郵便局 (621-00・01・08) と本梅郵便局 (621-02) に分割された。

#### 運動施設
- 亀岡運動公園

## 対外関係

### 姉妹都市・提携都市

#### 国内
その他
「京隣りの小京都」として全国の「小京都」と称される街の集まりである全国京都会議にかつて参加していた。
明智光秀が築いた城下町に町屋が現在も数多く保存されていたり、口丹波の祇園祭と呼ばれる亀岡祭もあるなど、一部の旅行ガイドブックで小京都と紹介されたことがある。
しかし、亀岡市内観光が京都観光の一部となっていることが多いため定着はしなかった。
滋賀県大津市とともに、全国京都会議事務局の京都市観光協会から全国京都会議への加盟の誘いを受け、両市とも加盟していた時期があった。

#### 海外
姉妹都市
| 自治体名             | 国名               | 地域名               | 提携日        |
| -------------------- | ------------------ | -------------------- | ------------- |
| クニッテルフェルト市 | オーストリア共和国 | シュタイアーマルク州 | 1964年4月14日 |
| スティルウォーター市 | アメリカ合衆国     | オクラホマ州         | 1985年11月3日 |
| ジャンヂーラ市       | ブラジル連邦共和国 | サンパウロ州         | 1985年11月3日 |

友好都市
| 自治体名 | 国名           | 地域名 | 提携日         |
| -------- | -------------- | ------ | -------------- |
| 蘇州市   | 中華人民共和国 | 江蘇省 | 1996年12月31日 |

その他
2007年、亀岡市は世界で132番目、日本の都市としては初めてWHOセーフコミュニティに認証されている。

## 経済

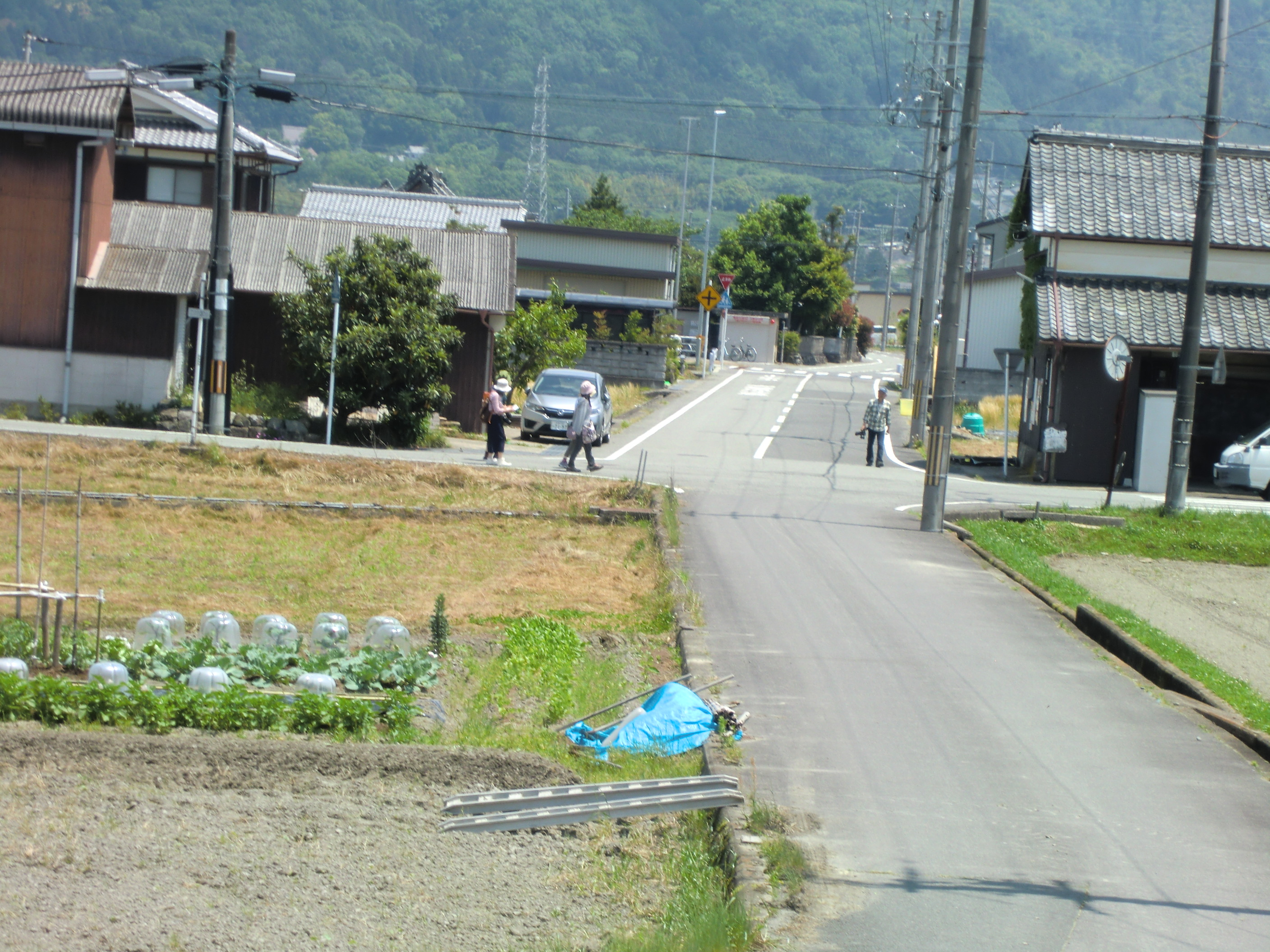
近郊農業が行われている農道

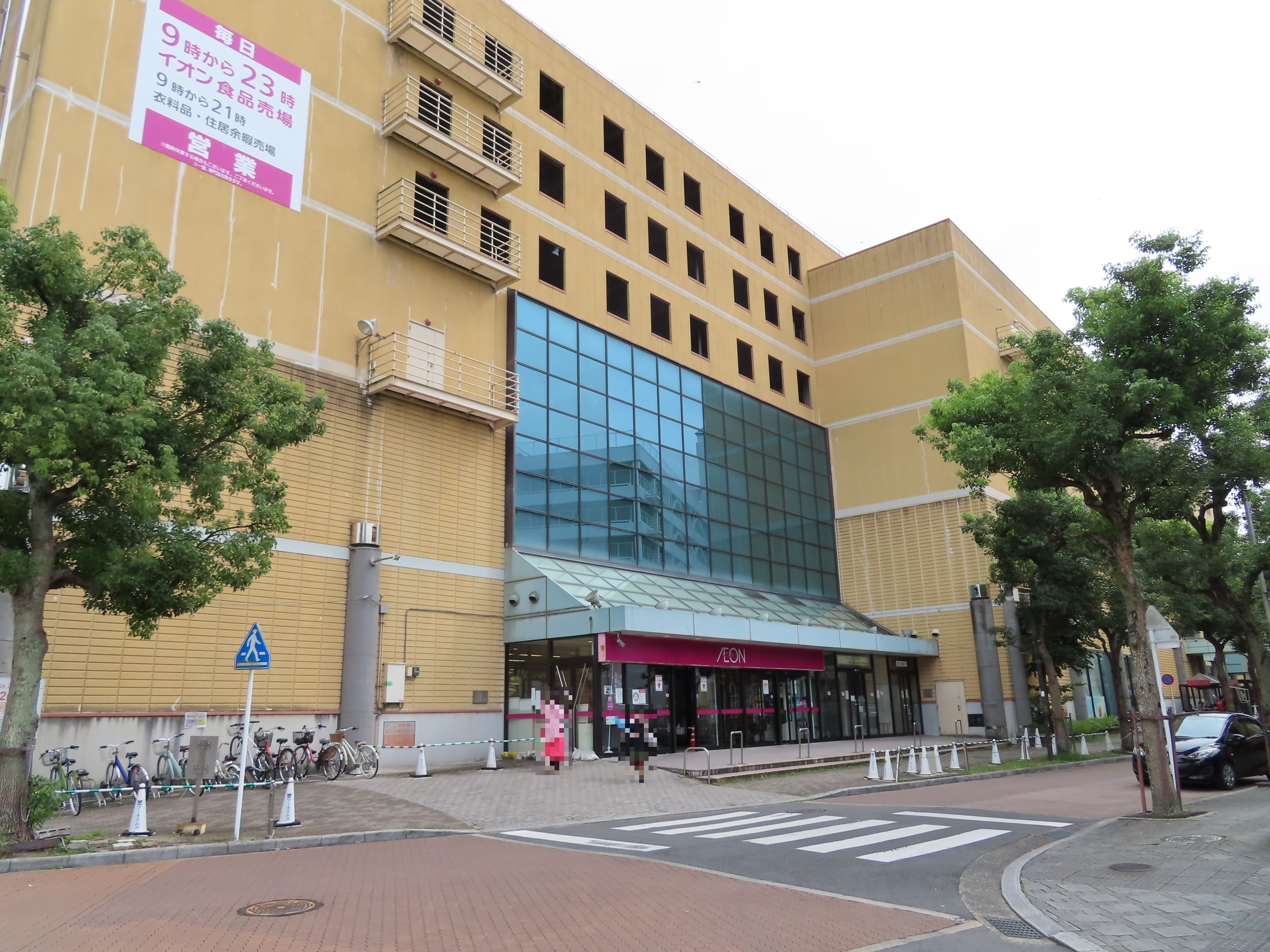
イオン亀岡店

### 第一次産業

#### 農業
亀岡市の農業の特徴
亀岡市は、京都にも大阪にもほど近い利便性に優れた場所に位置し、総面積の約12.3％にあたる2,770haの耕地を有する。このうち田耕地（田んぼ）が2,660haで、耕地面積の約96.0％を占める。広大な農地を有することから、京都市をはじめとする近郊都市の穀倉地として、高い農業生産力を誇っている。
農業従事者は、水耕栽培を中心とした兼業農家が約73％を占めている。平成28年にはキヌヒカリで亀岡を含む丹波地区が特Ａを獲得した。各集落には営農組織が組織され、地域の特性を生かした産地づくり対策が進められている。 近年では高齢化が進み農業人口が減っていることが問題である。

亀岡市の農業の歴史
弥生時代、亀岡を流れる桂川はたびたび氾濫を繰り返し、4世紀ごろまで亀岡盆地のほとんどが湖もしくは湿地帯であったとされている。そのため、人々は扇状地などの高い場所で暮らしていたと推測される。3世紀頃から水稲栽培が始まり、当時使われていたと考えられる水路や河川などで水を止めるために使用する堰が北金岐遺跡で見つかっている。
7世紀頃、亀岡では渡来人の秦氏によって伝えられたとされる養蚕が盛んになり、蚕の餌となる桑の栽培が広まった。亀岡の旧国名である丹波国桑田郡はこのことに由来する。秦氏は現在の嵐山付近に堰を造設したことや、亀岡盆地の湿地帯を開拓し、農業技術や農具を伝承したことで知られる。亀岡地域では桂川 (淀川水系)は大堰川（おおいがわ）と呼ばれるが、これは嵐山付近に造られたこの堰に由来する。
奈良時代に始まった公地公民制により亀岡も条里制が行われ、平地の多くが碁盤目状に区画され開墾が進んだ。
平安時代、新たに開墾された私有地である荘園が各地に作られたが、亀岡では条里制によりすでに多くの土地が開墾されていたため、その水田面積に大きな変化はなかった。亀岡につくられた荘園の所有者は藤原氏や皇室であった。
江戸時代、亀岡は明智光秀の城下町である亀山を除いて、ほぼ全域にわたり農村であった。米を中心とした五穀の栽培が大半を占めていたが、煙草、綿、小豆、ごぼうの栽培も小規模ながら行われていた。また、それらの特産品の多くが上品（じょうぼん）であった。水稲栽培が盛んであったことから酒造業も行われた。
1949年、隣接する篠村に農業用貯水池（ため池）である平和池を建設するものの、1951年7月11日の集中豪雨で決壊（平和池水害）。死者、行方不明者75人を被害を出した。
京都農業協同組合（JA京都）は亀岡市に本店がある。丹波地方の市町村、京丹後市を含む京都府中・北部を一括する。農業協同組合であり、現在京野菜のほとんどがJA京都の産物である。

### 第二次産業

#### 工業
主な製造工場
- パナソニック半導体ディスクリートデバイス
- ロームメカテック
- ニチコン亀岡
- 太陽機械工業
- グンゼ亀岡工場
- 開明伸銅
- 第一化成亀岡工場
- NISSHA亀岡ロジスティクスセンター
- 宮木電機製作所
- タキイ種苗亀岡センター
- イートン機器京都工場
- ニッシン
- 理研ビタミン京都工場
- 亀岡電子
- ダイトロン計測機器工場
- 日清医療食品ヘルスケアフードファクトリー亀岡
- エスピータック（佐川印刷関連会社）

### 第三次産業

#### 商業
主な商業施設
- アル・プラザ亀岡
- イオン亀岡店（旧: 亀岡サティ）
- 西友亀岡店 (2022年10月閉店)
- マツモト（市内6店舗）
- コーナン亀岡大井店
- コーナン亀岡篠店
- エディオン亀岡大井店
- ジョーシン亀岡店
- ケーズデンキ亀岡店

#### 観光業
保津川下り、トロッコ列車などの他に、出雲大神宮、丹波亀山城（大本本部）等といった歴史的な観光資源を有する。また、宿泊施設として湯の花温泉がある。

### 金融機関
- 京都銀行 - 同行の亀岡支店は、前身となる1884年（明治17年）田中源太郎が設立した亀岡銀行にある[28]。
- 京都信用金庫
- 京都北都信用金庫
- 京都中央信用金庫
- 近畿労働金庫

## 情報・生活

### マスメディア

#### 新聞社
- 京都丹波新聞（亀岡市民新聞社）

#### 放送局
テレビ
- NHK京都総合 (43ch)
- NHK大阪教育 (45ch)
- 毎日放送（MBSテレビ） JNN系列 (33ch)
- 朝日放送テレビ ANN系列 (35ch)
- 関西テレビ放送 FNN系列 (37ch)
- 讀賣テレビ放送 NNN系列 (39ch)
- 京都放送（KBS京都） 独立UHF (41ch)

市内の一部ではテレビ大阪を直接受信可能な地域もある。

### ライフライン

#### 電力
- 関西電力

#### ガス
- 大阪ガス

#### 上下水道
- 京都府営水道
- 亀岡市上下水道部

#### 電信
- NTT西日本

市外局番
大半は「0771」だが、篠町老ノ坂は「075」である。

## 教育・研究機関

### 大学
私立
- 京都先端科学大学 亀岡キャンパス

### 高等学校
府立
- 京都府立亀岡高等学校
- 京都府立南丹高等学校

### 中学校
市立
| - 亀岡市立亀岡中学校 - 亀岡市立詳徳中学校 - 亀岡市立東輝中学校 | - 亀岡市立大成中学校 - 亀岡市立南桑中学校 |

### 小学校
市立
| - 亀岡市立大井小学校 - 亀岡市立亀岡小学校 - 亀岡市立城西小学校 - 亀岡市立曽我部小学校 - 亀岡市立千代川小学校 | - 亀岡市立つつじヶ丘小学校 - 亀岡市立詳徳小学校 - 亀岡市立西別院小学校 - 亀岡市立薭田野小学校 - 亀岡市立東別院小学校 | - 亀岡市立保津小学校 - 亀岡市立南つつじヶ丘小学校 - 亀岡市立安詳小学校 - 亀岡市立吉川小学校 |

### 義務教育学校
市立
- 亀岡市立亀岡川東学園 - 2017年に旧亀岡市立川東小学校と旧亀岡市立高田中学校を統合し、義務教育学校として開校
- 亀岡市立育親学園 - 2024年に旧亀岡市立青野小学校・旧亀岡市立本梅小学校・旧亀岡市立畑野小学校・旧亀岡市立育親中学校を統合し、義務教育学校として開校。

### 特別支援学校
府立
- 京都府立丹波支援学校亀岡分校

### 幼児教育
- 保育所 - 公立8か所、私立9か所

## 交通

### 鉄道

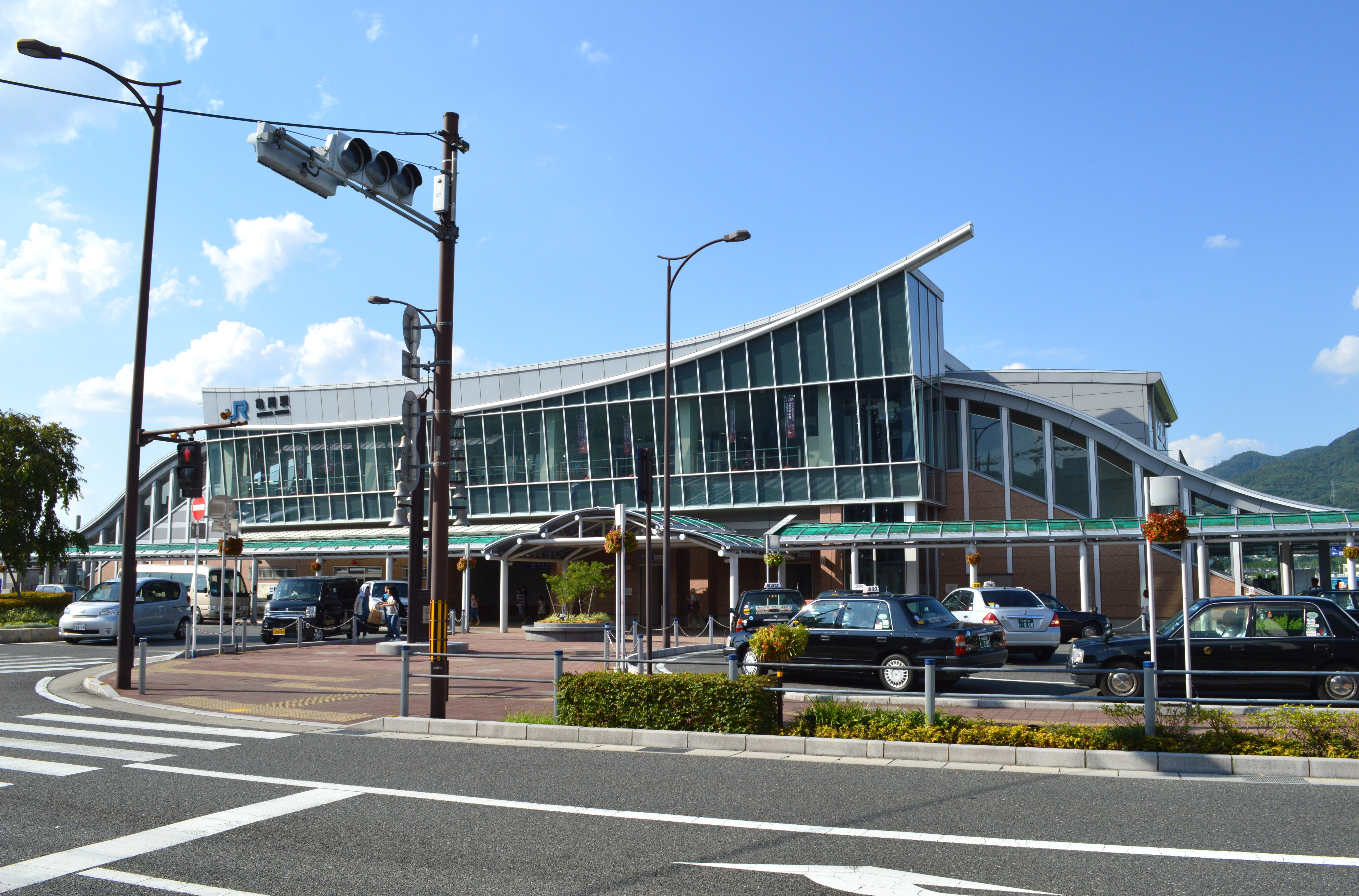
亀岡駅

中心となる駅：亀岡駅

#### 鉄道路線
西日本旅客鉄道（JR西日本）
- 山陰本線（嵯峨野線）：（京都市）- 保津峡駅  - 馬堀駅 - 亀岡駅 - 並河駅 - 千代川駅 -（南丹市）

保津峡駅は京都市西京区との境に位置し、住所は亀岡市保津町であるが、営業上は「京都市内」の駅に属する。
嵯峨野観光鉄道
- 嵯峨野観光線：（京都市）- トロッコ亀岡駅

JR山陰本線の旧線の施設を流用している。

### バス

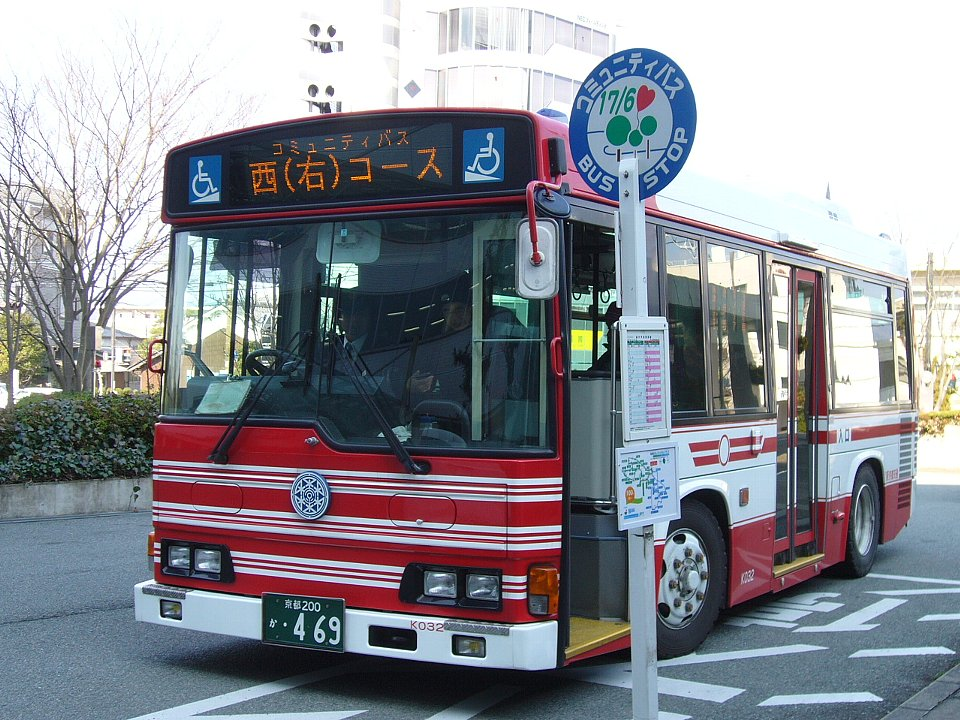
亀岡市コミュニティバス（京阪京都交通に委託）

#### 路線バス
- 京阪京都交通
  - 亀岡市コミュニティバス
  - 亀岡市ふるさとバス
- 水尾自治会バス - 保津峡駅と右京区水尾を結ぶ。
- 大阪府へと越境する路線もかつては運行されており、京都交通が畑野町広野～能勢町今西（1969年廃止）、本梅～能勢町歌垣・東郷～豊能町吉川の妙見口駅（2003年廃止）、亀岡駅～豊能町余野（2005年廃止）、京都駅～亀岡駅～能勢町歌垣・東郷～妙見山（2005年廃止）を、高槻市バスが高槻駅～亀岡駅（1983年廃止）、阪急バスが東別院町南掛～茨木市駅（1997年廃止）をそれぞれ運行していた。
- このほか、市北部の旭町自治会（印地・山階・杉・美濃田地区）において住民のボランティアにより「旭サポートカー」が運行されている。利用登録・事前予約制であるが、週に一度午前中に商業施設・駅・医療機関などの巡回を行っている。また、同様の取り組みが市南西部の西別院町自治会でも行われている。

### 道路

#### 高速道路
西日本高速道路（NEXCO西日本）
- E9京都縦貫自動車道（一般国道自動車専用有料道路）
  - ：（京都市）- 篠IC - 篠TB - 亀岡IC - 大井IC - 千代川IC -（南丹市）

#### 国道

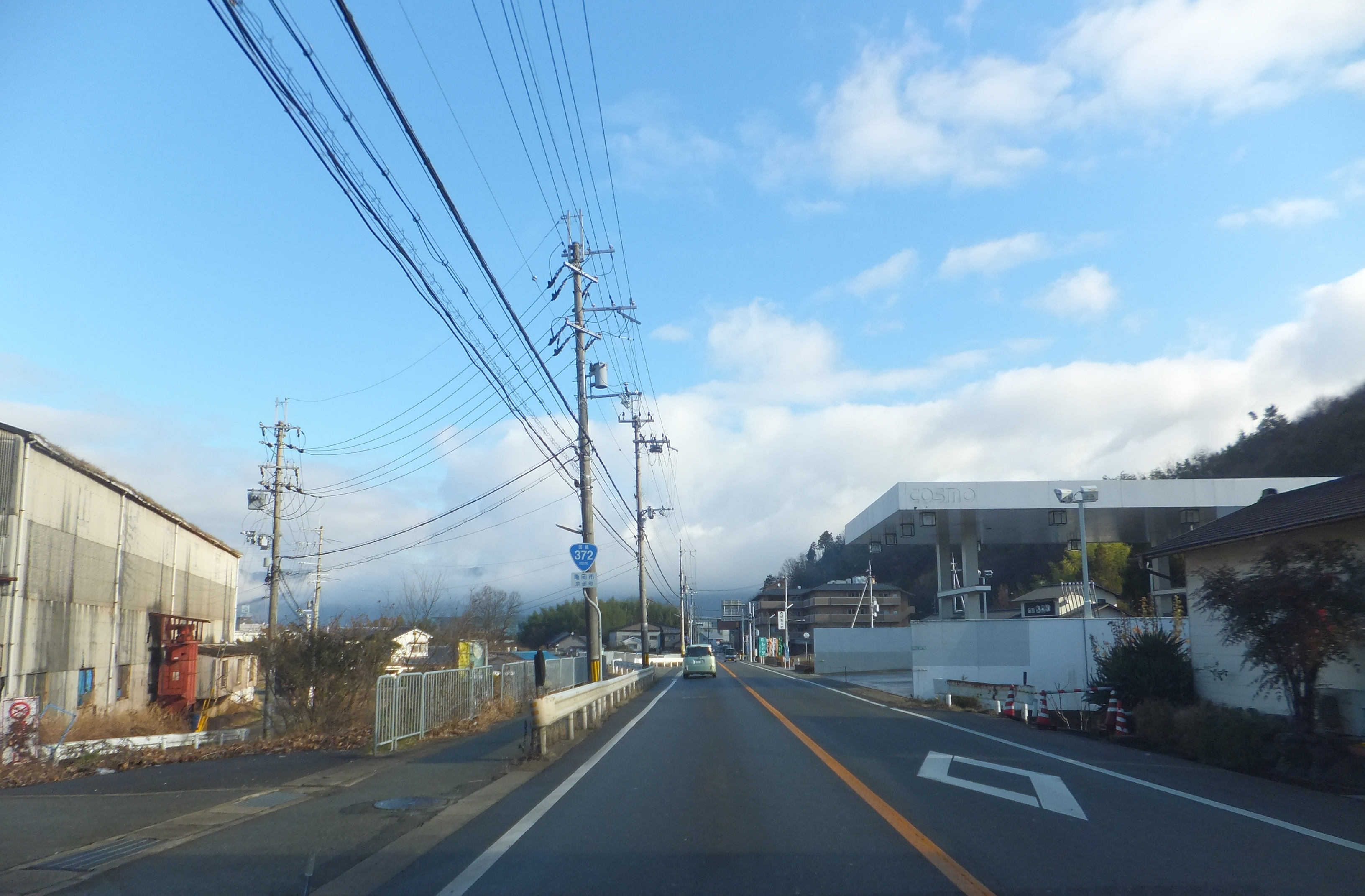
市内の西側と中心部を結ぶ国道372号
余部町風ノ口で撮影

- 国道9号（五条通へつながる）
- 国道372号（加東市、姫路市への短絡路）
- 国道423号（箕面有料道路を介し、新御堂筋・阪神高速11号池田線へつながる）
- 国道477号
- 国道478号（京都縦貫自動車道）

#### 府道
主要府道
- 京都府道6号枚方亀岡線
- 京都府道25号亀岡園部線
- 京都府道43号豊中亀岡線
- 京都府道46号茨木亀岡線
- 京都府道50号京都日吉美山線
- 京都府道54号園部能勢線
- 京都府道73号宮前千歳線

一般府道
- 京都府道401号嵯峨亀岡線
- 京都府道402号王子並河線
- 京都府道403号亀岡停車場線
- 京都府道404号亀岡停車場追分線
- 京都府道405号郷ノ口余部線
- 京都府道406号西条風ノ口線
- 京都府道407号東掛小林線
- 京都府道408号郷ノ口室河原線
- 京都府道409号千代川停車場線
- 京都府道452号長谷八木線
- 京都府道731号天王亀岡線
- 京都府道732号亀岡能勢線
- 京都府道733号柚原向日線

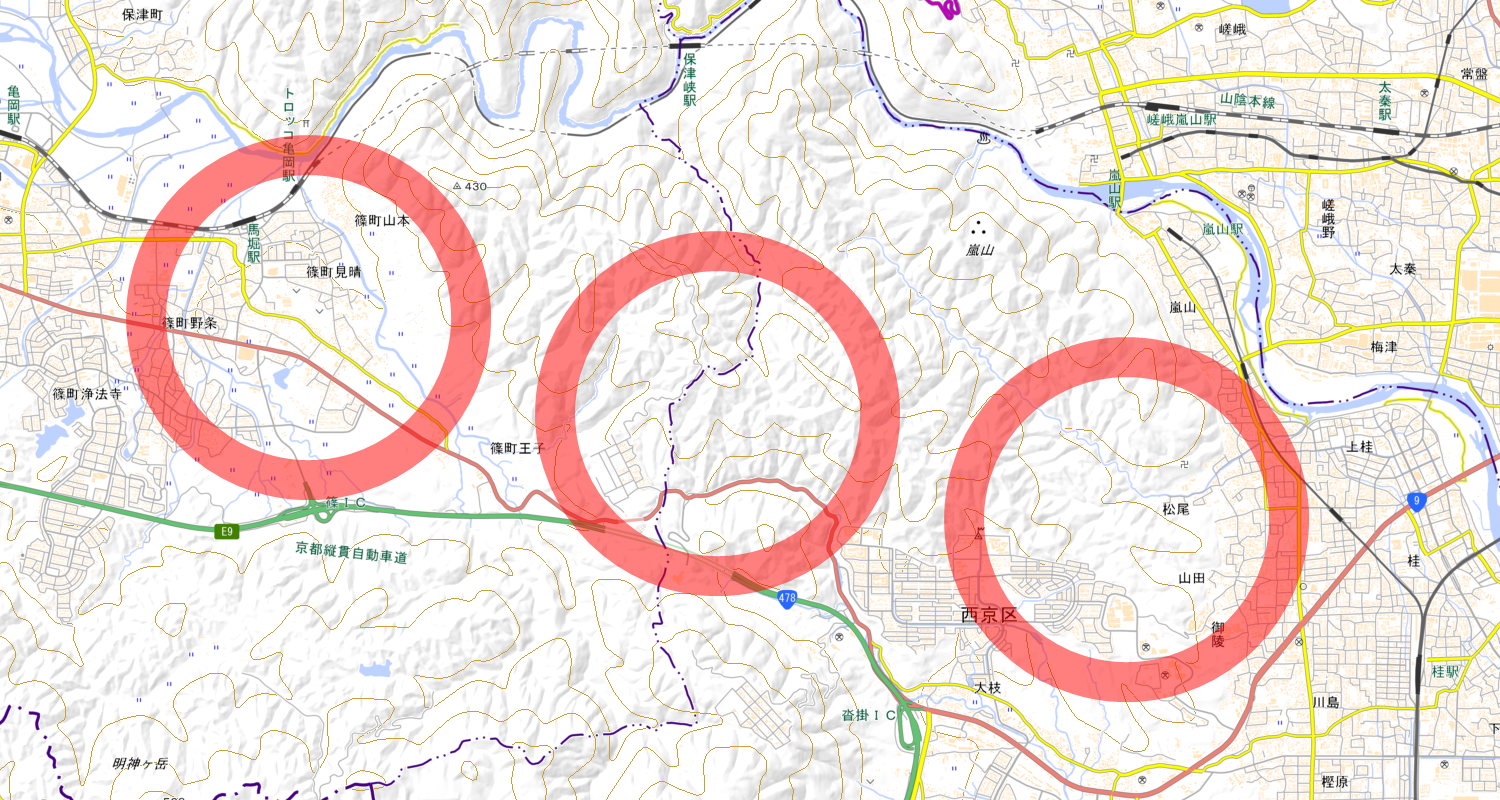
京都亀岡連絡道路の位置イメージ

国道9号は日常的に交通渋滞が発生し、災害対応とともに京都市までのダブルルート化などが推進されている。京都府・京都市でもバイパスが要望され、2021年には高規格道路の京都亀岡連絡道路として広域道路ネットワークの計画に設定された。

### 道の駅
- 道の駅ガレリアかめおか

## 観光

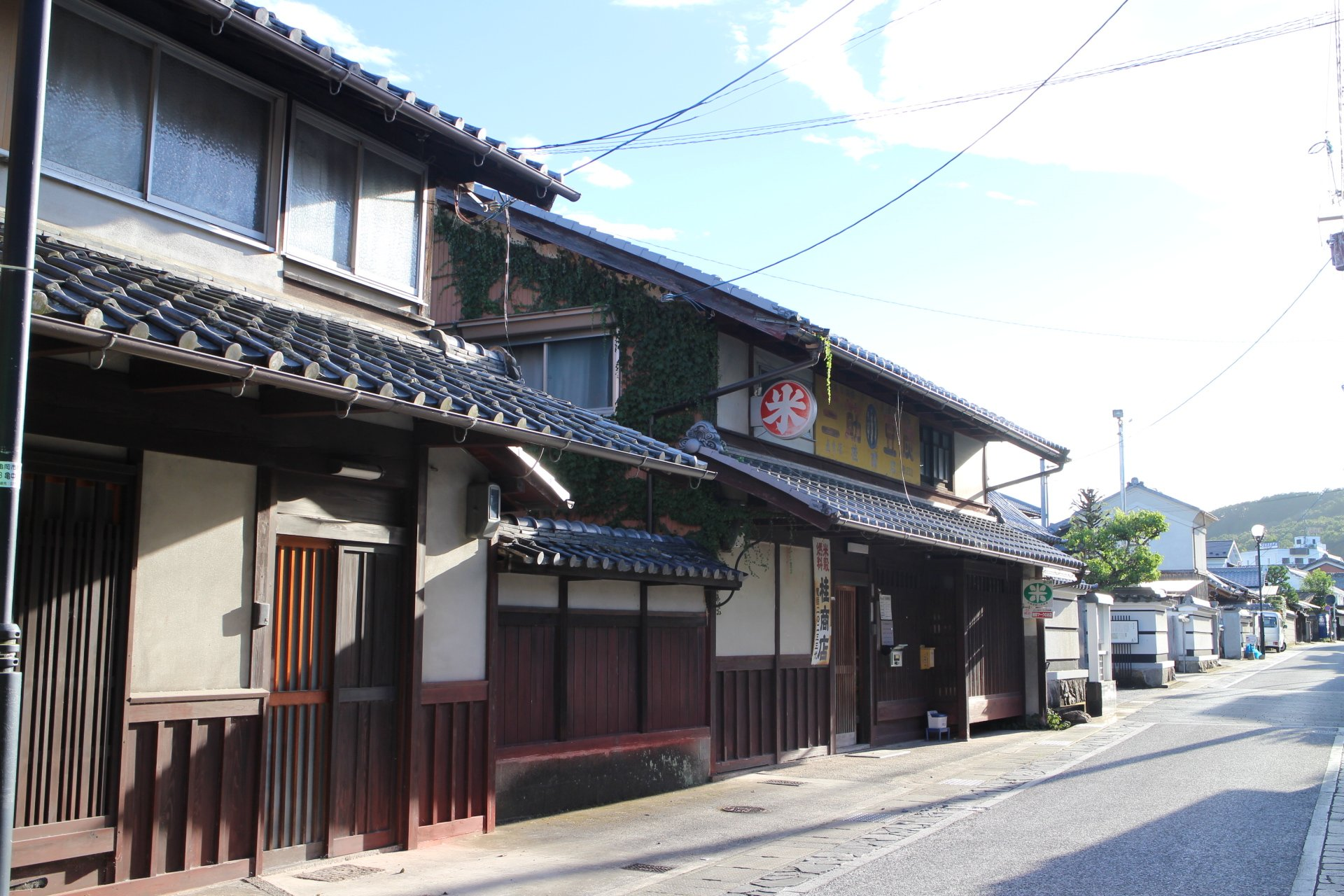
亀山城下町

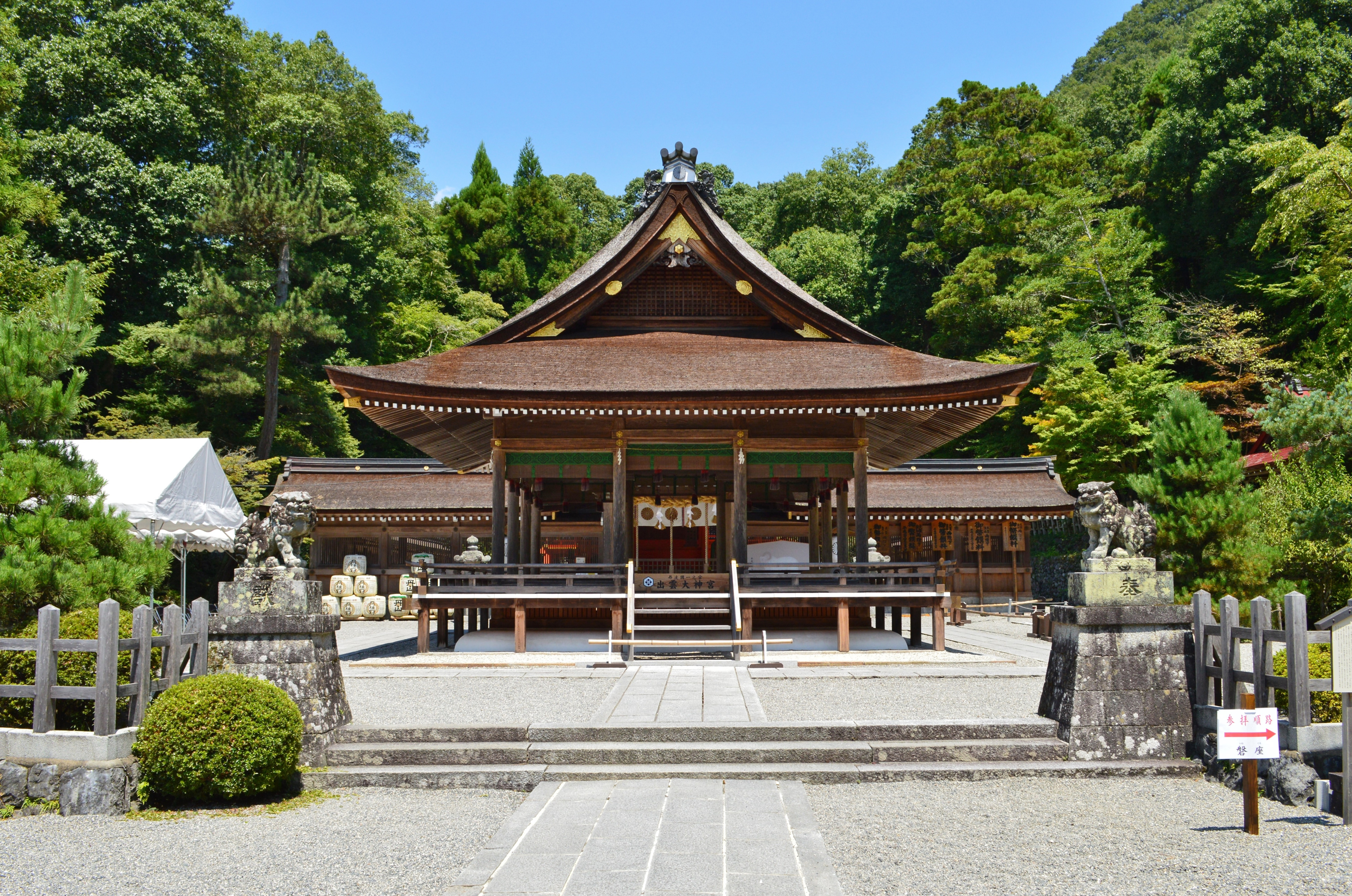
出雲大神宮

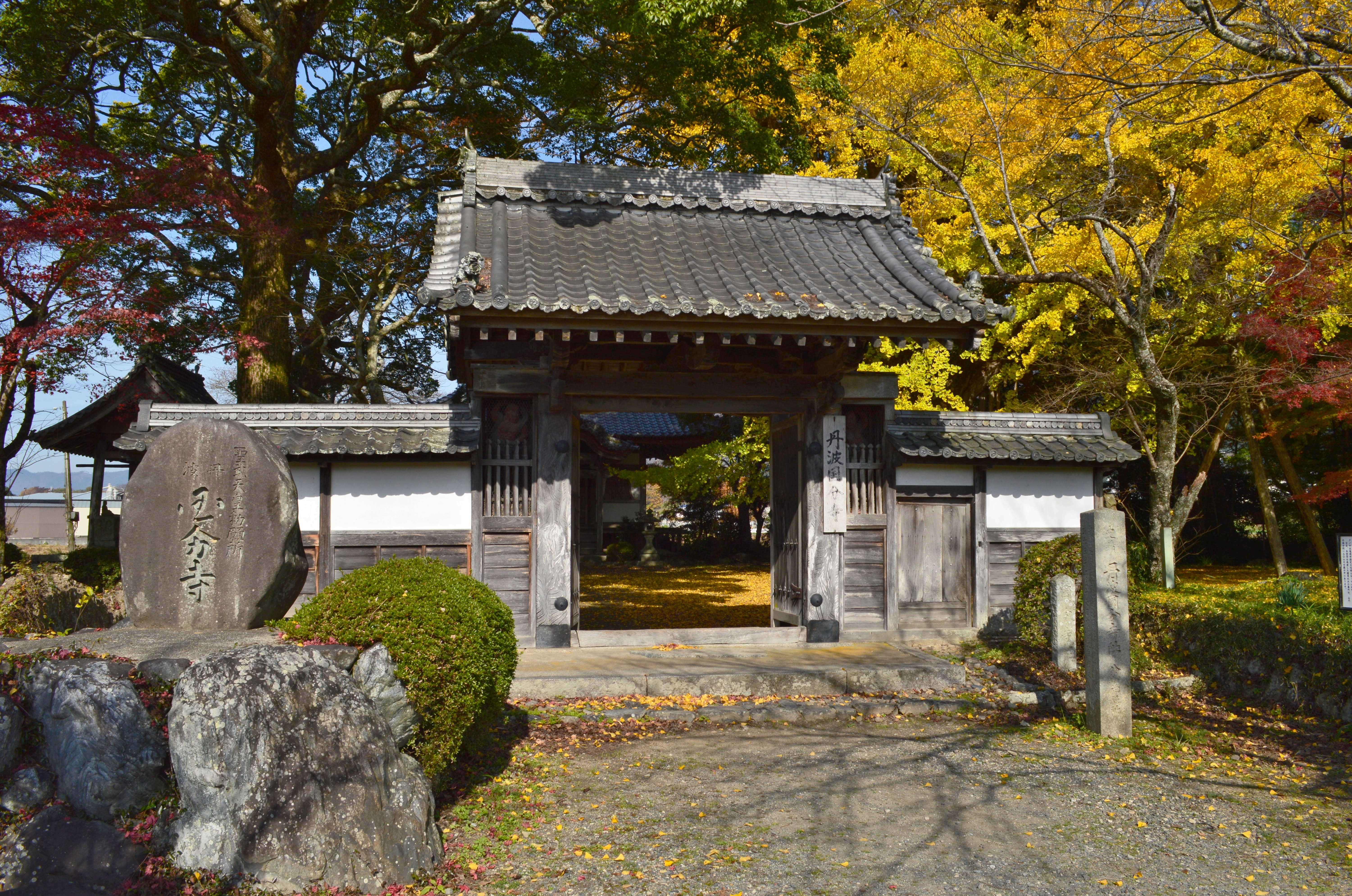
丹波国分寺

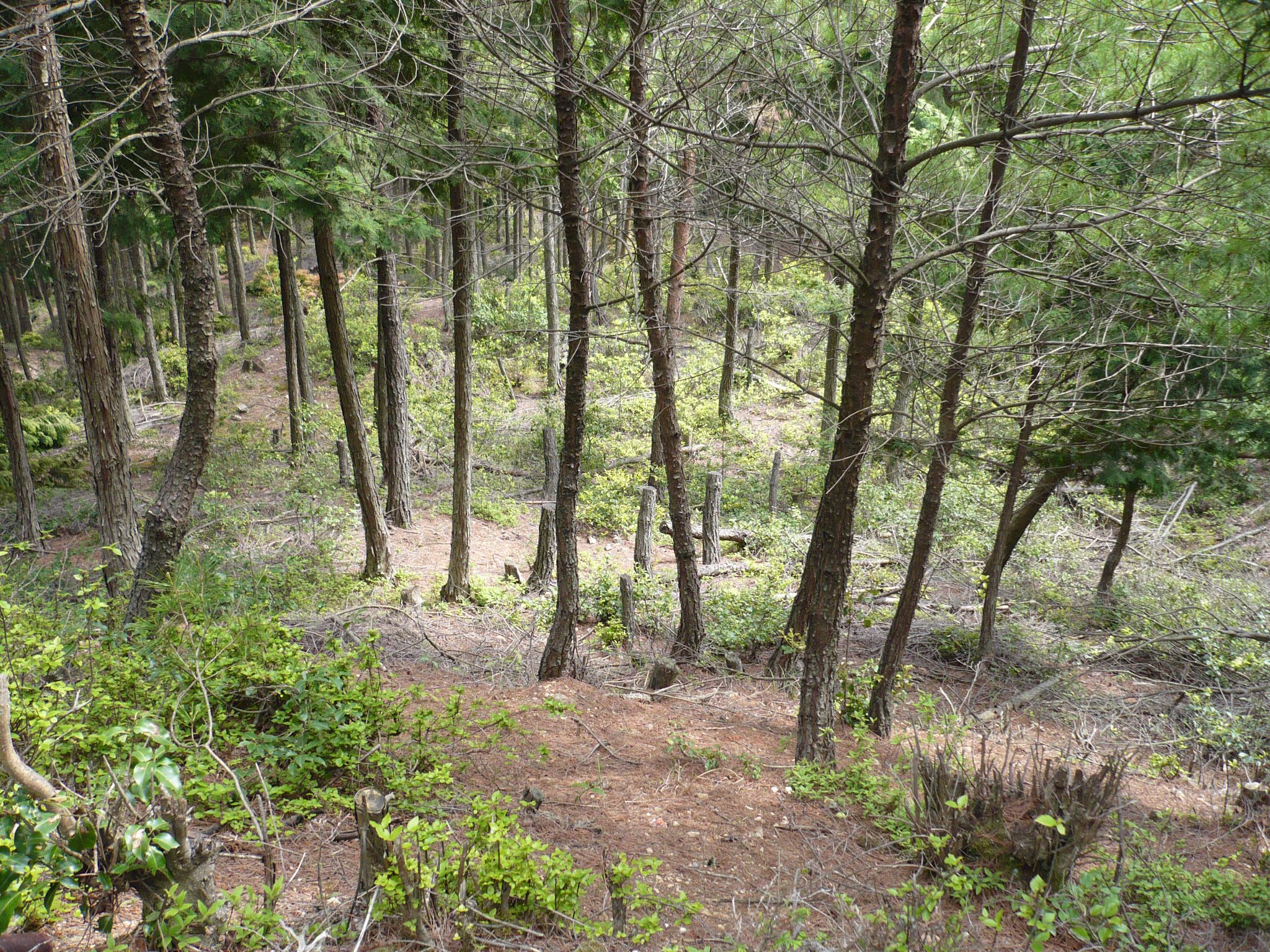
神尾山城の階段状曲輪跡

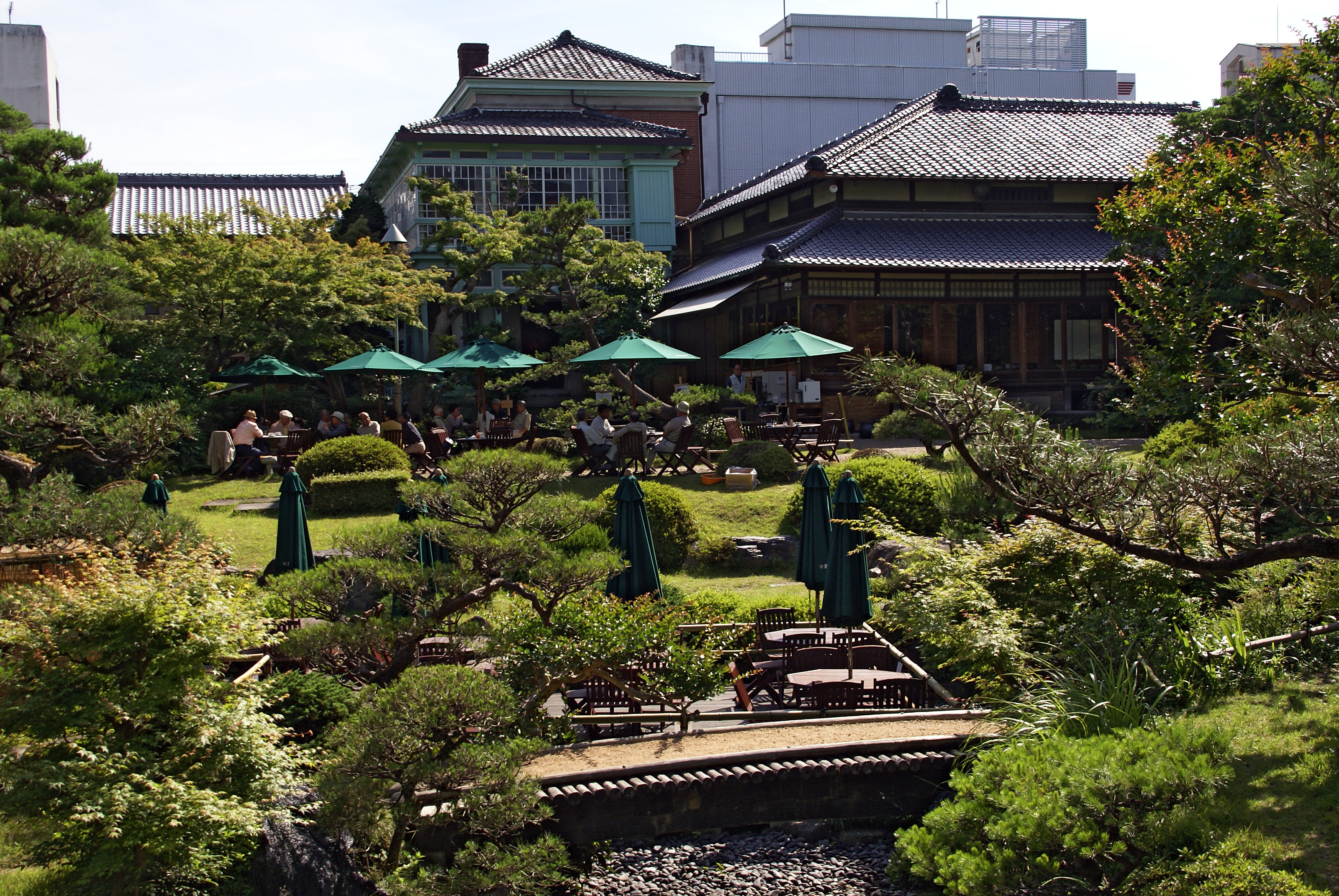
楽々荘

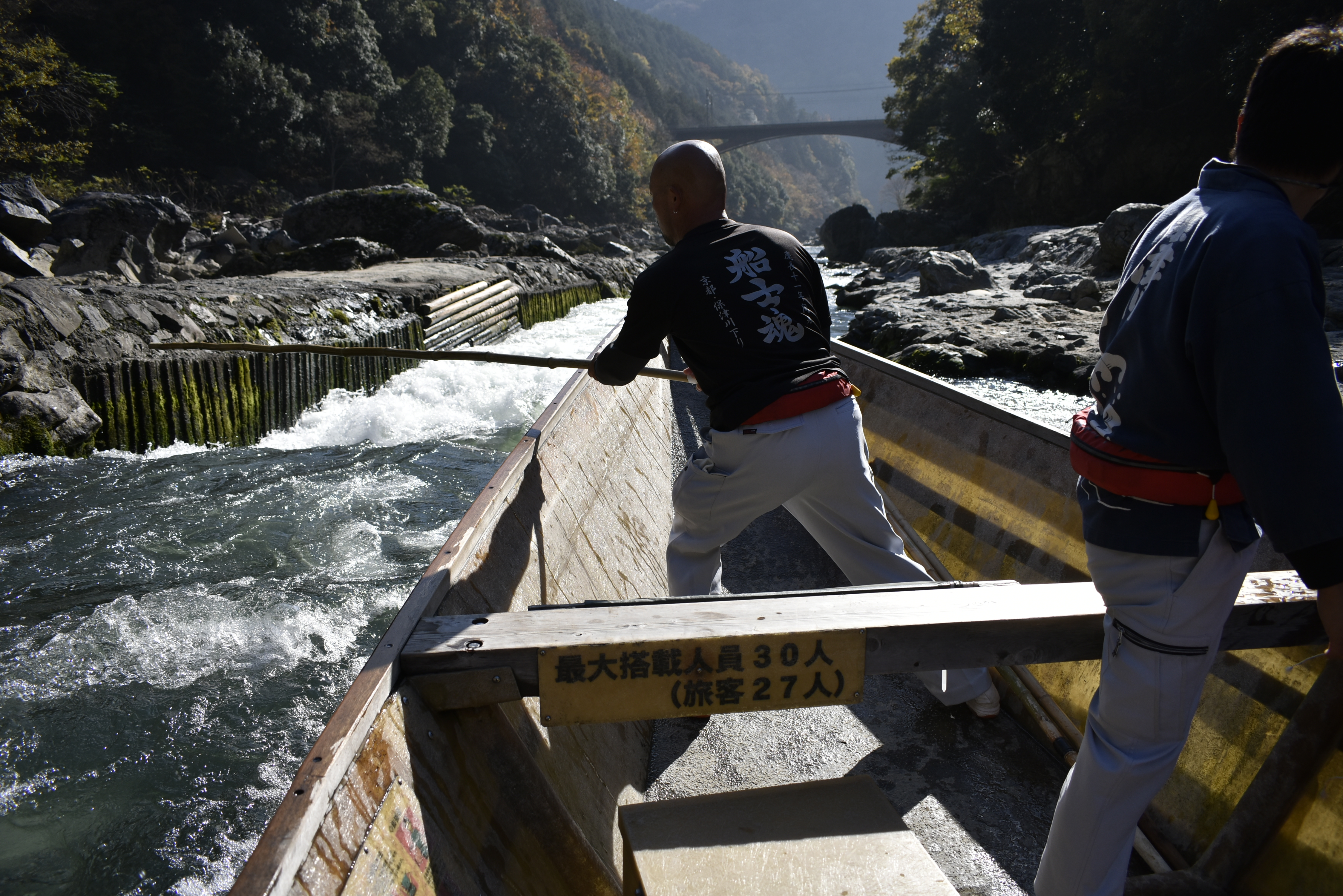
保津川下り

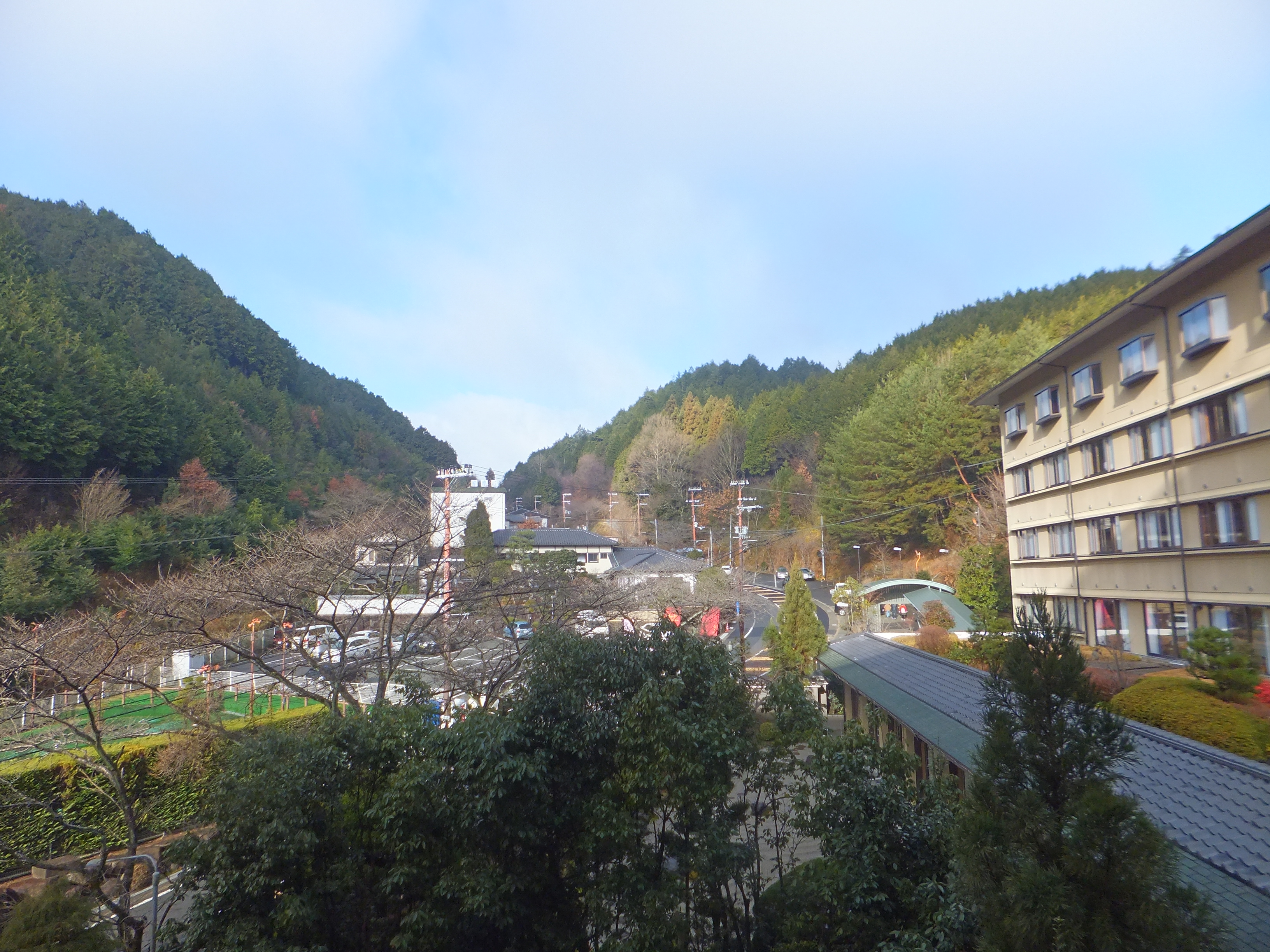
湯の花温泉

### 名所・旧跡
主な城郭
- 数掛山城
- 神尾山城
- 丹波亀山城 - 大本本部天恩郷
- 丹波丸岡城（余部城）- 付近に古い町並みが残っている。

主な神社
- 愛宕神社（元愛宕）
- 出雲大社京都分院
- 出雲大神宮 - 丹波国一宮
- 大井神社
- 請田神社
- 梅田神社
- 小川月神社
- 小幡神社
- 桑田神社
- 鍬山神社
- 篠村八幡宮
- 伊達神社
- 薭田野神社 - 丹波佐伯郷の灯籠祭
- 松尾神社
- 三宅神社
- 村山神社

主な寺院
- 延福寺 - 十三重の石塔（重要文化財）
- 聖隣寺 伝織田信長墓
- 穴太寺 - 西国三十三所
- 谷性寺 - 明智光秀公首塚
- 金剛寺（応挙寺）
- 丹波国分寺
- 養仙寺（布袋寺）
- 谷性寺

主な史跡
- 丹波七福神巡り - 千歳地区
- 楽々荘
- 頼政塚

主な遺跡
- 拝田古墳群
- 千歳車塚古墳
- 天神塚古墳
- 坊主塚古墳
- 保津車塚古墳

街道
- 山陰街道
  - （南丹市）- 亀岡宿 - 唐櫃越 -（西京区）

### 観光スポット
- 明智越え - 亀岡からの愛宕山への登山道。名前は、本能寺の変直前に明智光秀が愛宕参詣したことに由来する。
- 明智戻り岩
- 大谷鉱山
- 亀岡運動公園
- 亀岡市農業公園
- 道の駅ガレリアかめおか
- サンガスタジアム by KYOCERA
- ききょうの里
- 嵯峨野トロッコ列車
- 丹波国分寺
- 丹波七福神巡り - 千歳地区
- 七谷川の桜
  - やわらぎの道
  - 七谷川キャンプセンター
- 南郷公園
- 平の沢池 - 大沢、広沢と「京の三沢」と呼ばれる
  - 水鳥の道
- 保津峡
  - 保津川下り
- 湯の花温泉
- 夢コスモス園
- 頼政塚
- 楽々荘
- 英国村[32]

## 文化・名物

### 祭事・催事
- 亀岡祭 - 鍬山神社の祭礼で口丹波の祇園祭とも呼ばれる。
- 亀岡光秀まつり - 明智光秀公武者行列（5月3日）

### 名産・特産
- 薭田野の菫青石仮晶

亀岡市の産品
丹波松茸、丹波黒豆、馬路大納言小豆、丹波栗、みず菜、千枚漬に重宝される篠大根（かぶら）や、丹波山の芋等の京野菜や、亀岡牛、丹波地鶏、鮎、猪などが知られる。また、日本で唯一、ハバネロ（トウガラシの一種）の商業水準の生産も行われてる。　
亀岡牛は、肉質がとても柔らかく世界最高と言われる黒毛和種の肉牛である。屠畜から遡って14ヶ月以上亀岡市内において肥育され、亀岡市食肉センターで屠畜し、亀岡牛枝肉振興協議会が適当と認めたものが亀岡牛と認定される。 他のブランド肉牛と違う点は、飼育期間が2ヶ月～半年ほど長く、牛が成熟するのを待つことである。これにより、肉の風味や油の艶を引き出し、からっとしたしつこくない味に仕上がるとされる。亀岡市で飼育されている和牛の頭数は、京都府内における和牛の頭数の３割以上を占めている。平成28年11月3日に神戸中央卸売市場西部市場で開催された第63回近畿東海北陸連合肉牛共進会において、亀岡牛は名だたる銘柄牛をおさえ、最優秀賞、優秀賞を受賞した。
馬路大納言小豆は、馬路町で生産された丹波大納言のことである。隣接する河原林、千歳などの各町で種を蒔いても普通の丹波大納言小豆になる。高級品の丹波大納言小豆のなかでも最高級品であり、亀岡の深い霧と馬路町の石灰質の土壌が品質をよくする。馬路大納言小豆は大粒で色艶がよく、独特の風味と香り、亀岡の馬路でしか生産できないという特徴から「日本で一番の小豆」とも言われている。地域では、小学校の授業や、食の応援隊交流事業を通したイベントの開催、お菓子や薬膳料理などとのコラボを通じて、馬路大納言を活用したブランド力向上の取り組みが行なわれている。
篠大根は亀岡篠町の肥沃な堆積土で育った青首大根で、強い芳香が特徴である。鳴滝の大根炊きとして知られる、了徳寺の大根炊きで使用される。最近ではより市場価値の高い聖護院カブに押されて、生産量が大きく減少している。
京都府産丹波黒豆の愛称「紫ずきん」は荒巻禎一京都府知事（当時）が名付けた。

### スポーツ

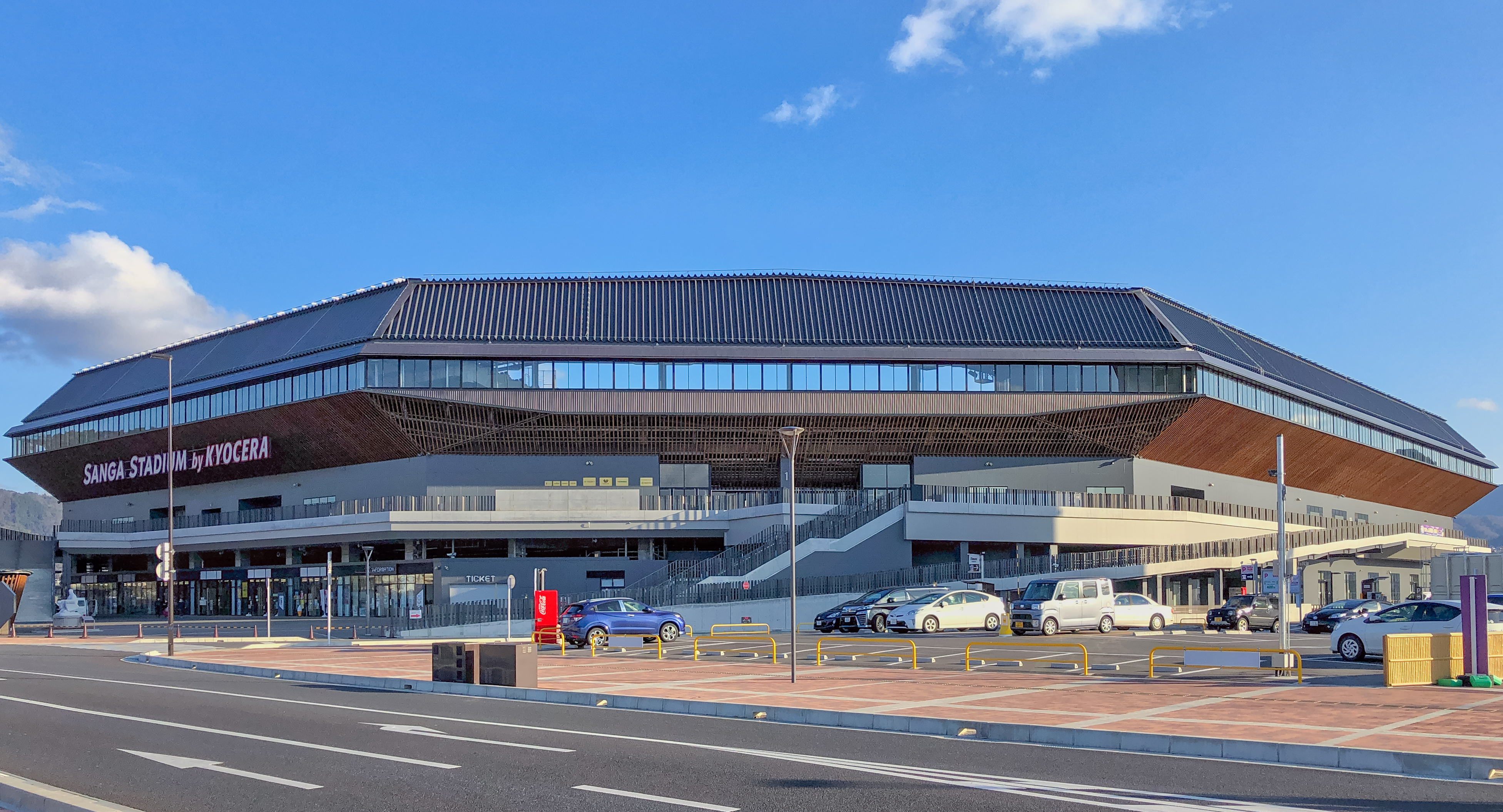
サンガスタジアム by KYOCERA

#### サッカー
- 京都サンガF.C.（Jリーグ・J1）
亀岡駅の北側にあるサンガスタジアム by KYOCERAをホームスタジアムとしている。

## 出身関連著名人

### 出身著名人
政治家
- 田中源太郎 - 貴族院議員、京都銀行の前身『亀岡銀行』の設立者
- 中川小十郎 - 貴族院議員、立命館大学創立者

実業家
- 安川雄之助 - 東洋拓殖総裁、東レ初代会長
- 岩井勝次郎 - 岩井商店創業者
- 川勝堅一 - 実業家、美術品収集家
- 四方修 - 元マイカル社長
- 竹岡広信 - 予備校講師、進学塾主宰。漫画『ドラゴン桜』のモデルとなった進学塾講師
- 出口汪 - 予備校講師、出口王仁三郎の曾孫

学者
- 石田梅岩 - 江戸時代の思想家、倫理学者
- 上芝功博 - 心理学者、元千葉大学教授
- 上田勝美 - 憲法学者、龍谷大学名誉教授、元副学長
- 川勝正治 - 生物学者、元藤女子大学教授
- 栗山欣彌 - 医学者、元京都府立医科大学学長、元明治鍼灸大学学長
- 丹波康頼 - 日本最古の医学書『医心方』の撰者
- 中川謙二郎 - 仙台高等工業学校（東北大学工学部の前身の一つ）初代校長、東京女子高等師範学校（お茶の水女子大学の前身）校長
- 山脇東洋 - 江戸時代の 医学者、実験医学先駆者の一人
- 村上武次郎 -  冶金学者
- 村上敬一 -法学者、同志社大学法科大学院教授

芸術・文化・芸能
- 佐藤征史 - ミュージシャン、くるりのメンバー
- 岩村俊哉 - 漫画家
- 大西秀明 - 映画監督、脚本家
- 高木正勝 - ミュージシャン、映像作家
- 西田良 - 俳優
- 雷人 - マジシャン
- 花瀬めぐみ - 女優・歌手
- 鵜川もえか - モデル、女優
- 南江治郎 - 詩人、人形劇研究家、元NHK編成局長を経て専務理事、顧問となる。元財団法人都民劇場理事。元CBC嘱託。元南海電鉄顧問。文部省芸術祭実行委員、文部省「芸術選奨」選衡委員、日本詩人クラブ常任理事、日本文芸家協会員。ITI国際演劇協会日本センター理事。
- 南江祐生-バレエダンサー
- 円山応挙 - 江戸時代の絵師
- 望月ぱすた - 漫画家
- 十一代樂吉左衛門慶入 - 陶芸家、楽焼家元
- 大石一尋 - 音楽プロデューサー

スポーツ選手
- 荒賀知子 - 空手家
- 荒賀龍太郎 - 空手家
- 飯島希望 - 陸上競技（佛教大学卒、現在は積水化学）選手
- 高岩竜一 - プロレスラー
- 難波祐樹 - 陸上競技（中距離走・長距離走）元選手・現指導者
- 藤村信子 - 陸上競技（長距離走・マラソン）元選手・現指導者
- 吉見太一 - プロ野球選手
- 高橋奎二 - プロ野球選手
- 中井裕二 - 騎手

その他
- 明智光慶 - 戦国武将
- 竹岡勝美 - 官僚、軍事評論家
- 出口王仁三郎 - 大本教祖・聖師
- 西健一郎 - 料理人

### 亀岡市にゆかりのある人物
京都市、大阪府に隣接していることもあり、亀岡市在住の（もしくは在住していた）著名な学者や文化人、俳優などは少なくない。
- 植芝盛平 - 合気道の創始者。出口王仁三郎の弟子
- 川勝氏
- 並川氏（並河氏）
- 近藤家
  - 近藤正慎
    - 近藤正臣
    - 近藤正平
      - 近藤悠三
        - 近藤高弘
- 上田正昭
- 大八木淳史
- 岡林信康
- アレックス・カー
- Gackt
- 春日局
- 勝新太郎 - 後述
- 川勝昭平 - 青山学院大学名誉教授
- 川口知哉
- 栗山一秀 - 月桂冠大倉記念館名誉館長
- 国広富之
- 督（江）- 浅井長政の三女。丹波亀山城主時代の羽柴秀勝の妻。後、徳川秀忠の正室。
- 齋藤晃 - ゲームデザイナー「電車でGO!」を企画
- 佐渡裕 - 指揮者
- 島崎俊郎
- 辛坊治郎
- スティーブン・セガール - 大本本部で合気道の稽古を何度も行っている。
- 近衛十四郎 - 市内に釣り堀を経営していた。
- 高木紗恵子 - 画家
- 高木正勝 - 映像作家・音楽家
- 田中英夫
- 蜂須賀弘久 - 元京都教育大学学長
- 桧山進次郎
- 5*SEASON - イラストレーター
- 松方弘樹 - 父である近衛十四郎の釣り堀を経営していたことがある。
- 松本隆博 - ダウンタウンの松本人志の実兄。
- チャールズ・ロウ - 翻訳家
- 奥井亜紀 - 亀岡市平和の歌「うつくしもの」を歌っている
- 宮田笙子 - 体操選手。亀岡市立亀岡中学校に在籍していた。
- 西音松 - 料理人

## 作品
亀岡市を舞台とした作品

### 映画
映画の街
京都市に隣接している立地条件から時代劇を中心としたロケーション撮影 が市内各地で行われている。また、かつては日本電波映画の日本電波映画第二撮影所があった。このように、映画との関わりが深い街であるが、市内には映画館がない。
東本梅町の大内の大日堂前では水戸黄門などの東海道、馬路町の月読橋や河原林町の宇津根橋、保津町の保津橋は、大井川や利根川の渡しのシーンに利用される。他にも保津峡や桂林寺（本梅町）、出雲大神宮などの社寺でも撮影が行われる。篠町の篠村八幡宮では『座頭市』シリーズの撮影がたびたび行われ、千歳町の丹波国分寺跡では山田洋次監督の『隠し剣 鬼の爪』の撮影でオープン・セットが組まれ、同映画の日本アカデミー賞美術賞授賞に貢献した。
映画俳優の中村玉緒は、子どもたちに古里を作るために、同じく映画俳優の夫・勝新太郎と「亀岡にお墓を建てて、ふたりで戻ってこよう」と話をしていたという。丹波哲郎も何度もロケで亀岡を訪れ、先祖である丹波康頼の墓所がある金輪寺を訪ねたことがある。
2004年、亀岡を舞台に盲導犬と人との交流を描いた映画『クイール』が製作された。数々のロケーション撮影が行なわれたが、『太平記』や本能寺の変などを除くと亀岡が舞台となるのは異例のことであった。

#### 撮影された映画・テレビ番組
| - 羅生門 - 蜘蛛巣城 - 鳳城の花嫁 - 新春時代劇スペシャル戦国乱世の暴れん坊斉藤道三 - 京都迷宮案内 - 斬り抜ける - 新必殺仕事人 - 暴れん坊将軍 - 水戸黄門 - 必殺仕事人 - 大奥華の乱 - 芋たこなんきん - 戦国自衛隊 - 子連れ狼 - 鬼平犯科帳 - 月影兵庫 | - 八州廻り桑山十兵衛 - ちりとてちん - 隠し剣鬼の爪 - 三匹が斬る - 陰陽安倍晴明王都妖奇策讃 - 怪談百物語 - 必殺仕事人大集合 - 雲霧仁左衛門 - 銭形平次 - 幕末てなもんや大騒動 - 遠山の金さん - 新座頭市 - 眠狂四郎 - クイール - あさが来た - マッサン - ごちそうさん - 麒麟がくる |